# Reykjavík

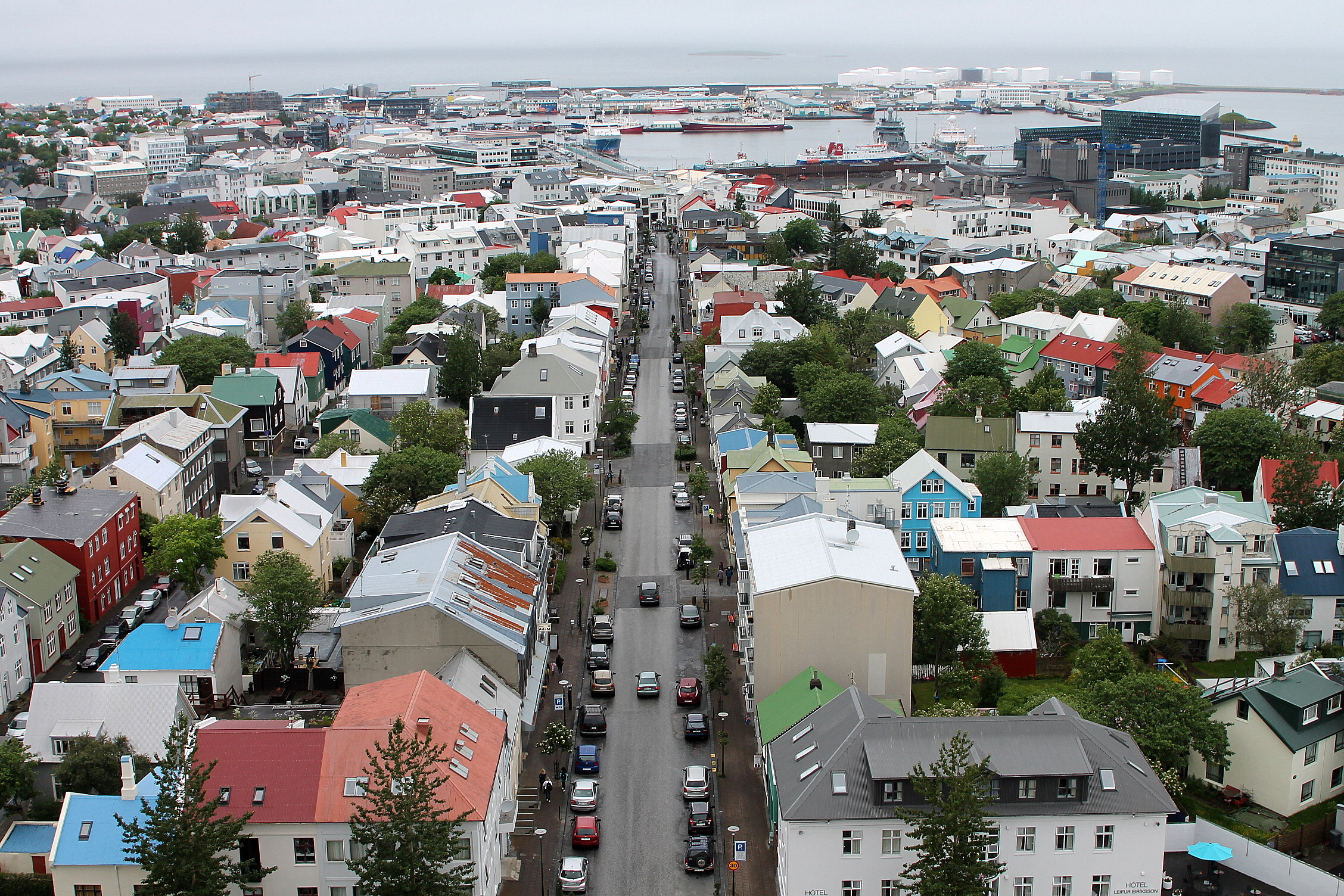
Reykjavík vom Turm der Hallgrímskirkja

Reykjavík [ˈreikjaˌviːk] ⓘ ist die Hauptstadt Islands und die am nördlichsten gelegene Hauptstadt der Welt (Breitengrad 64° 08' N, 269 Kilometer südlich des nördlichen Polarkreises). Die Stadt bildet mit einigen ländlichen Gebieten und etlichen Inseln die Gemeinde Reykjavíkurborg (isländisch „Stadt Reykjavík“). Reykjavíkurborg ist die mit Abstand größte Gemeinde in dem weitere sieben Gemeinden umfassenden Gemeindeverband Höfuðborgarsvæðið (wörtlich: „das Hauptstadtgebiet“ oder der „Hauptstadtbereich“). In diesem dichtbesiedelten Gemeindeverband lebten Anfang 2024 insgesamt 136.894 Menschen.
Der Name Reykjavík ist das isländische Wort für „Rauchbucht“; er rührt vermutlich von den Dämpfen der heißen Quellen in der Umgebung und wird einem Missverständnis des ersten Siedlers Ingólfr Arnarson zugeschrieben. Die Stadt ist die älteste permanente Siedlung des Landes. Die ersten Siedler landeten hier im Jahre 870 n. Chr., die Bewohnerzahl wuchs aber nur sehr langsam. Die Siedlung wurde 1786 zur Stadt erhoben.
Reykjavík ist mit 139.875 Einwohnern (Stand: 1. Januar 2023) die größte Stadt Islands; hier wohnen etwa 37,3 % der Bevölkerung. In der Metropolregion Reykjavík leben über 200.000 Menschen. Die Stadt liegt am Atlantik, an der Faxaflói-Bucht unterhalb des etwa 900 Meter hohen Hausberges Esja.
In der Stadt befinden sich die meisten Fakultäten der Universität des Landes und andere Hochschulen, Theater, Museen und Kultureinrichtungen sowie ein Hochseehafen.

## Geografie

### Lage

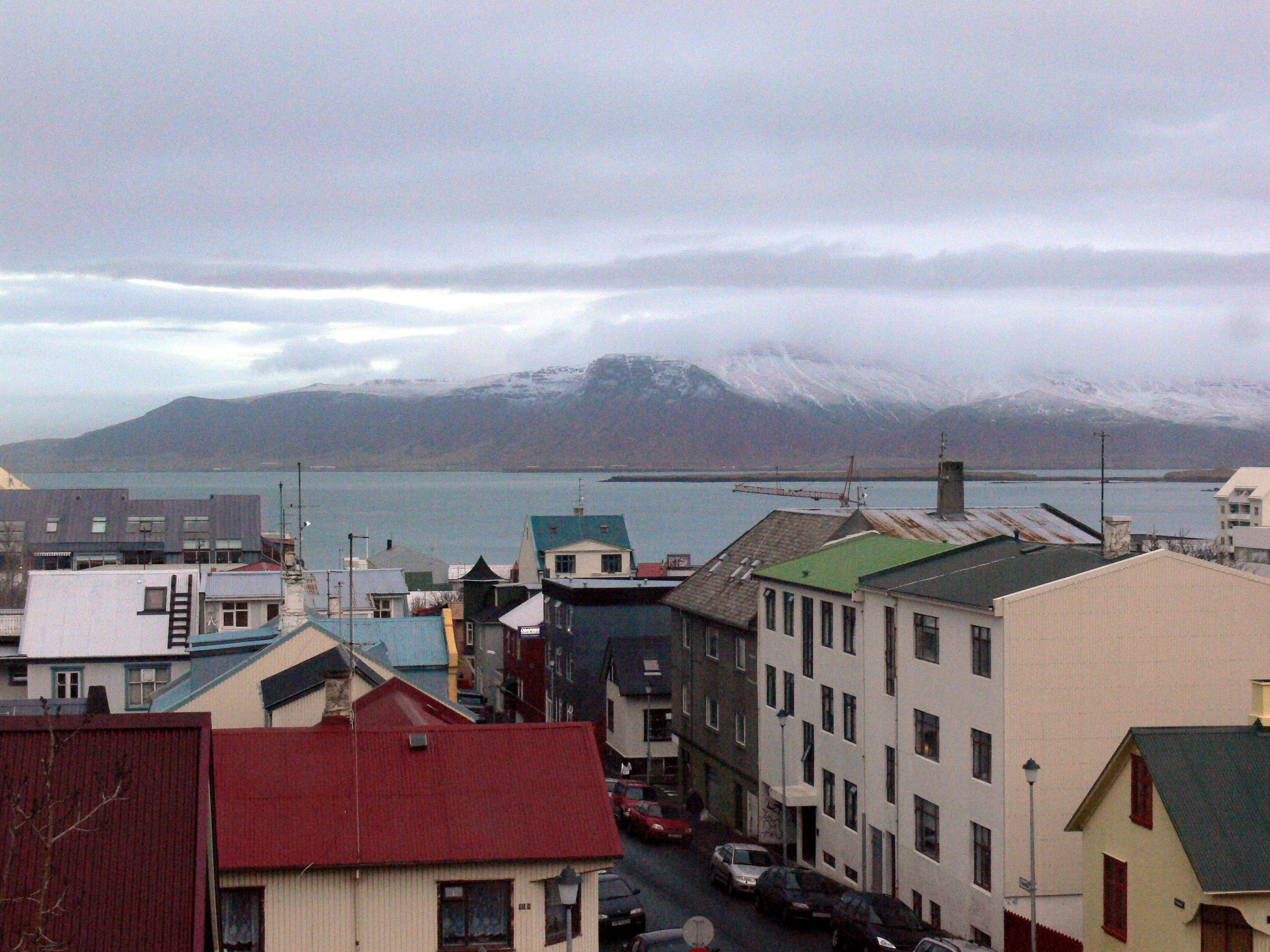
Reykjavík: Im Vordergrund die Straße Vítastígur, im Hintergrund die Esja

Reykjavík liegt im Südwesten der Insel am Fuß der Halbinsel Reykjanesskagi, die dünn besiedelten Vororte reichen jedoch bis weit nach Süden und Osten. Die Zone der plattentektonischen Verschiebung, die Island von Südwesten nach Nordosten quert, führt auch über diese Halbinsel. Daher gibt es häufiger Erdbeben, die meist eine geringe Stärke haben.
Die Küste der Stadt ist geprägt von (Halb-)Inseln, Höhlen und Meerengen. Während der letzten Eiszeit (bis vor etwa 10.000 Jahren) waren Teile des heutigen Stadtgebietes von Gletschern bedeckt, andere Teile lagen unterhalb der Wasserlinie. In den Warmperioden und am Ende der Eiszeit waren einige heutige Hügel (wie Öskjuhlíð) Inseln. Die Hügel Öskjuhlíð und Skólavörðuholt sind ehemalige Schildvulkane, die in den wärmeren Perioden der Eiszeit aktiv waren. Mit 914 Metern Höhe ist die Esja der höchste Berg der Umgebung.
Der größte Fluss, der Reykjavík durchquert, heißt Elliðaár, ist nicht schiffbar und für seinen Lachsreichtum bekannt. Südlich und südwestlich der Hauptstadt befindet sich das Naturschutzgebiet Heiðmörk. Mitten in der Stadt liegt ein kleiner See namens Tjörnin. Dieser See ist einer der größten Brutplätze für Wasservögel im Südwesten von Island.
Nur geringfügig vom nördlichen Polarkreis entfernt, erhält Reykjavík an den kürzesten Tagen des Jahres nur vier Stunden Sonnenlicht. Im Sommer sind die Nächte so hell wie der Tag.

### Klima
Reykjavík liegt am Rand der (sub)polaren Klimazone. Bedingt durch die Lage direkt an der Küste und nahe dem Golfstrom besitzt das Klima der Stadt allerdings eine signifikante maritime Prägung. Dadurch ergibt sich eine relativ geringe Temperaturdifferenz zwischen den einzelnen Jahreszeiten mit vergleichsweise milden Wintern und kühlen Sommern. Seit Beginn des 20. Jahrhunderts schwanken die Jahresmitteltemperaturen zwischen 3 °C und 6,5 °C.
Im Winter steigen die Temperaturen am Tage im Schnitt knapp über den Gefrierpunkt, in der Nacht sinken sie knapp darunter. Temperaturen unter −10 °C werden, trotz der Lage knapp unter dem nördlichen Polarkreis, nur selten gemessen. Die tiefste jemals gemessene Temperatur beträgt −24,5 °C (am 21. Januar 1918).
Im Sommer erreichen die Temperaturen am Tage Werte um die 15 °C, während es sich in der Nacht in der Regel auf unter 10 °C abkühlt. Warme Tage mit Werten über 20 °C werden nur vereinzelt registriert. Die höchste jemals gemessene Temperatur beträgt 25,7 °C (am 30. Juli 2008).
Niederschlag (0,1 mm und mehr) fällt durchschnittlich an 148 Tagen im Jahr. Die potentielle Verdunstung erreicht 400 mm pro Jahr. Die Jahressumme der Sonnenscheindauer beträgt etwa 1.250–1.300 Stunden. Der Mai ist mit einem Mittelwert von etwas über 6 Stunden pro Tag der sonnenreichste Monat des Jahres, wohingegen in den Monaten Dezember und Januar nicht einmal ein Mittelwert von 1 Sonnenstunde pro Tag erreicht wird.
Orte mit ähnlichem Klima sind Tórshavn (Färöer) und Dutch Harbor (Alaska) auf der Nordhalbkugel sowie Ushuaia (Argentinien) und Stanley (Falklandinseln) auf der Südhalbkugel.
|                       | Jan  | Feb  | Mär  | Apr  | Mai | Jun  | Jul  | Aug  | Sep  | Okt  | Nov  | Dez  |   |       |
| Mittl. Tagesmax. (°C) | 1,9  | 2,8  | 3,2  | 5,7  | 9,4 | 11,7 | 13,3 | 13,0 | 10,1 | 6,8  | 3,4  | 2,2  | ⌀ | 7     |
| Mittl. Tagesmin. (°C) | −3,0 | −2,1 | −2,0 | 0,4  | 3,6 | 6,7  | 8,3  | 7,9  | 5,0  | 2,2  | −1,3 | −2,8 | ⌀ | 1,9   |
|                       |      |      |      |      |     |      |      |      |      |      |      |      |   |       |
| Niederschlag (mm)     | 89   | 64   | 62   | 56   | 42  | 42   | 50   | 56   | 67   | 94   | 78   | 79   | Σ | 779   |
|                       |      |      |      |      |     |      |      |      |      |      |      |      |   |       |
| Sonnenstunden (h/d)   | 0,8  | 1,9  | 3,6  | 4,7  | 6,2 | 5,2  | 5,5  | 5,0  | 4,2  | 2,7  | 1,3  | 0,3  | ⌀ | 3,5   |
|                       |      |      |      |      |     |      |      |      |      |      |      |      |   |       |
| Regentage (d)         | 13,3 | 12,5 | 14,4 | 12,2 | 9,8 | 10,7 | 10   | 11,7 | 12,4 | 14,5 | 12,5 | 13,9 | Σ | 147,9 |
|                       |      |      |      |      |     |      |      |      |      |      |      |      |   |       |
| Wassertemperatur (°C) | 6    | 6    | 6    | 7    | 8   | 9    | 11   | 11   | 10   | 8    | 8    | 7    | ⌀ | 8,1   |
|                       |      |      |      |      |     |      |      |      |      |      |      |      |   |       |
| Luftfeuchtigkeit (%)  | 78   | 79   | 77   | 78   | 76  | 79   | 81   | 81   | 79   | 80   | 79   | 79   | ⌀ | 78,8  |

| −3,0 |

| −2,1 |

| −2,0 |

| 0,4 |

| 3,6 |

| 6,7 |

| 8,3 |

| 7,9 |

| 5,0 |

| 2,2 |

| −1,3 |

| −2,8 |

| −3,0 |

| −2,1 |

| −2,0 |

| 0,4 |

| 3,6 |

| 6,7 |

| 8,3 |

| 7,9 |

| 5,0 |

| 2,2 |

| −1,3 |

| −2,8 |

### Stadtgliederung
Reykjavík gliedert sich in zehn Stadtbezirke (hverfi):
| Nr. | Stadtbezirk                 | Fläche km² | Bevölkerung 2010 |
| --- | --------------------------- | ---------- | ---------------- |
| 1   | Vesturbær                   | 2,9        | 15.703           |
| 2   | Miðborg                     | 3,6        | 8.618            |
| 3   | Hlíðar                      | 3,3        | 9.612            |
| 4   | Laugardalur                 | 6,4        | 15.239           |
| 5   | Háaleiti og Bústaðir        | 4,3        | 13.755           |
| 6   | Breiðholt                   | 5,5        | 20.646           |
| 7   | Árbær                       | 6,1        | 10.192           |
| 8   | Grafarvogur                 | 14,0       | 18.130           |
| 9   | Kjalarnes                   | 61,7       | 834              |
| 10  | Grafarholt og Úlfarsárdalur | 22,5       | 5.416            |
| –   | Græni Trefillinn1)          | 144,2      | -                |
|     | Reykjavík                   | 274,5      | 118.145          |

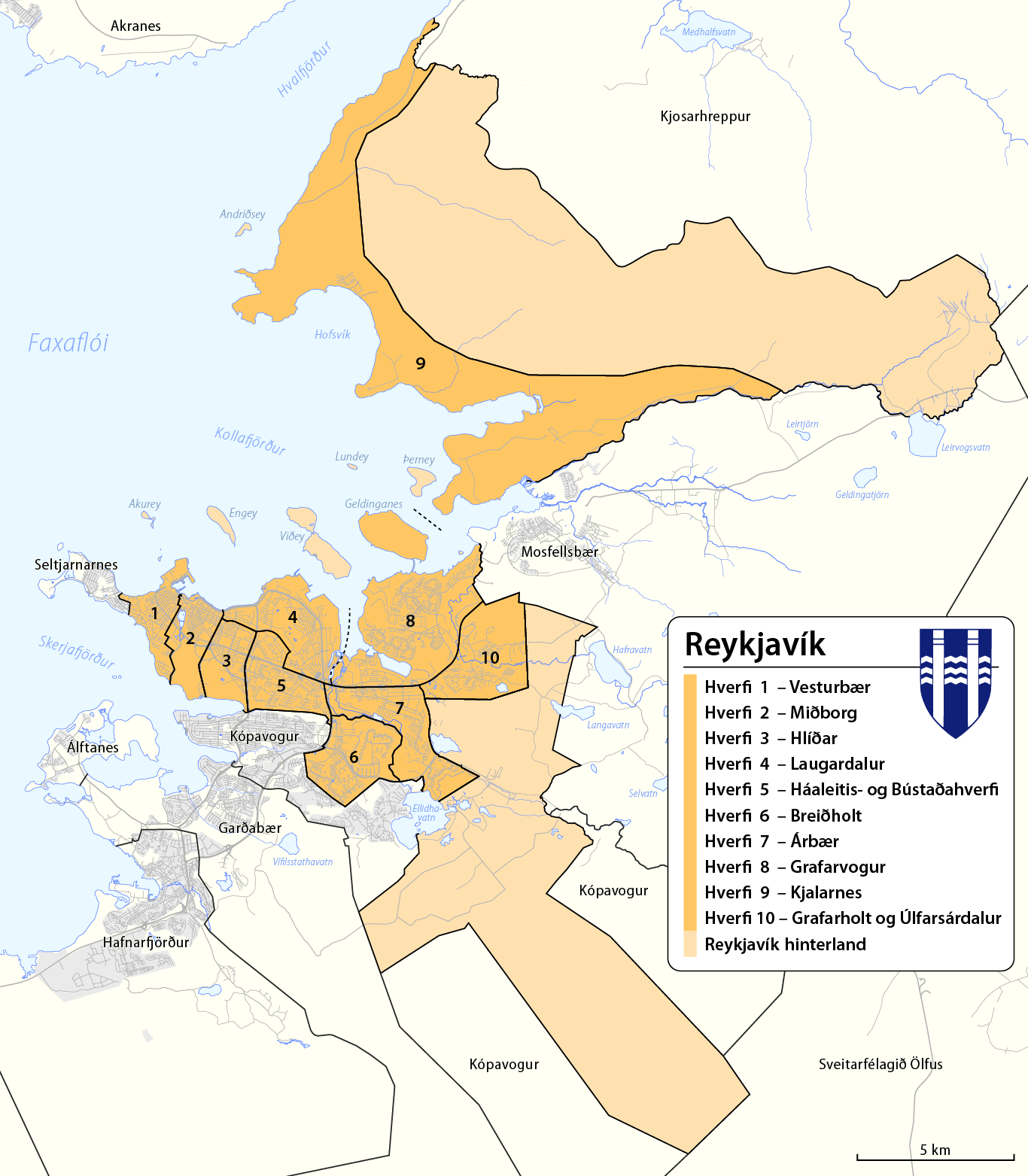

1) Grüngürtel (Hinterland von Reykjavík)
In der amtlichen Statistik Islands werden für Reykjavík bzw. die Hauptstadtgemeinde Reykjavíkurborg als weitere Untergliederung der Hverfi 31 statistische Bezirke ausgewiesen.

## Geschichte

### Erste Ansiedlung

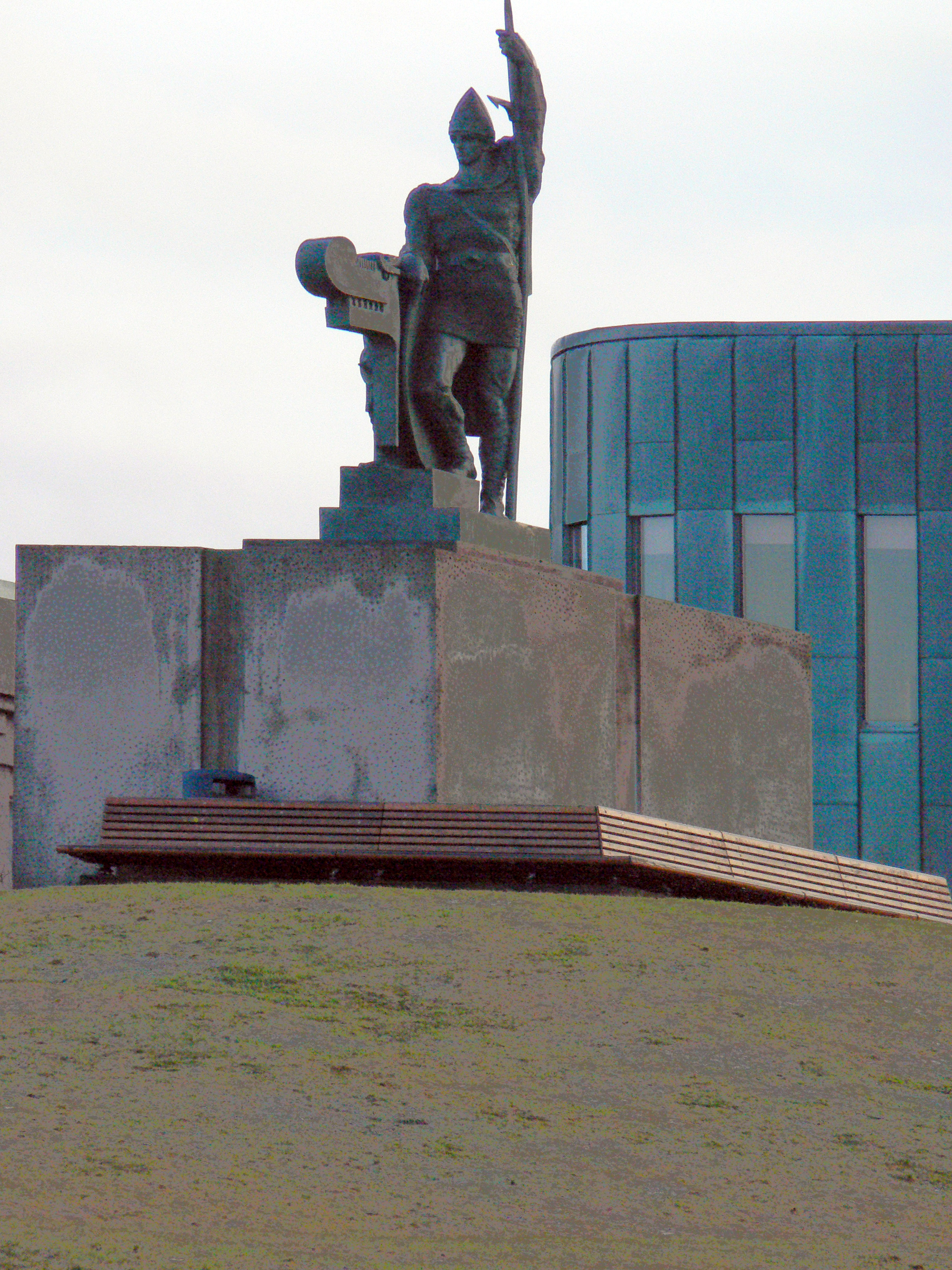
Statue des ersten Siedlers Ingólfr Arnarson auf dem Hügel Arnarhóll im Stadtzentrum von Reykjavík

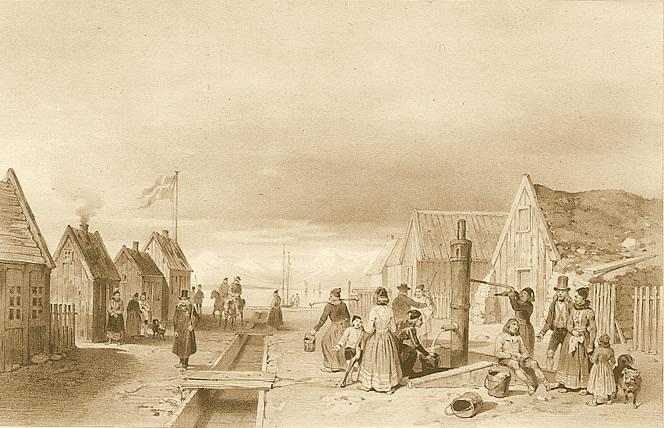
Reykjavík im Jahre 1836

Dem Landnahmebuch nach wurde Reykjavík von Ingólfr Arnarson, einem der ersten Siedler Islands, gegründet. Wie bei den Wikingern üblich, hatte er sich da niedergelassen, wo die ins Meer geworfenen Stützen seines Hochsitzes angeschwemmt worden waren. Archäologische Ausgrabungen belegen, dass sich im 9. Jahrhundert – erste Spuren stammen aus dem Jahr 870 – Wikinger aus Norwegen und keltische Immigranten in dieser Gegend ansiedelten.
Bis ins 18. Jahrhundert bestand der Ort nur aus einigen Höfen und war von geringer Bedeutung.

### 18. Jahrhundert
Der heute als „Vater der Stadt“ geltende Skúli Magnússon, der ab 1749 als Landvogt mit Sitz in Bessastaðir wirkte, zeichnet für den Aufschwung des Ortes verantwortlich. Er sorgte für die Ansiedlung erster Industriebetriebe (hauptsächlich Wollverarbeitung), sehr zum Verdruss der dänischen Monopolisten. Lockerungen der restriktiven Handels- und Industriepolitik der Dänen gab es erst nach der Laki-Katastrophe von 1783. Es siedelten sich zunächst vor allem fischverarbeitende Betriebe und Werften an.
1786 wurde dem inzwischen rund 200 Einwohner zählenden Ort das Stadtrecht verliehen. Aus der Bezeichnung Kaupstaður geht hervor, dass das Schwergewicht auf dem Handel lag. Folgerichtig war die Stadt einer der sechs Orte, die nach der teilweisen Aufhebung des dänischen Handelsmonopols im selben Jahr besondere Handelsrechte erhielten.
Die zunehmende Bedeutung der Stadt geht allerdings auch aus anderen Fakten hervor: Ende des 18. Jahrhunderts wurden der Bischofssitz und die bedeutende Lateinschule von Skálholt nach Reykjavík verlegt.

### 19. Jahrhundert
Reisende Isländer brachten in der ersten Hälfte des Jahrhunderts die in Festlandseuropa zu dieser Zeit sehr verbreiteten Ideen der nationalen Identität und Unabhängigkeit mit nach Island, die dort schnell Fuß fassten. Reykjavík wurde zum intellektuellen Zentrum des Landes, und so verband sich der Aufstieg Islands als unabhängige Nation mit dem Aufstieg der Stadt. 1845 übersiedelte das Parlament, das Althing, nach Reykjavík. Allerdings hatte es zu der Zeit noch keinerlei wirkliche politische Macht, sondern nur beratende Funktion gegenüber dem dänischen Thron. Trotzdem galt von nun an Reykjavík als Hauptstadt des Landes. Erst 1874 erhielt das Alþingi begrenzte legislative Rechte. Das Land hatte nun zwar eine eigene Verfassung, war aber nach wie vor von Dänemark abhängig.

### 20. Jahrhundert und Gegenwart

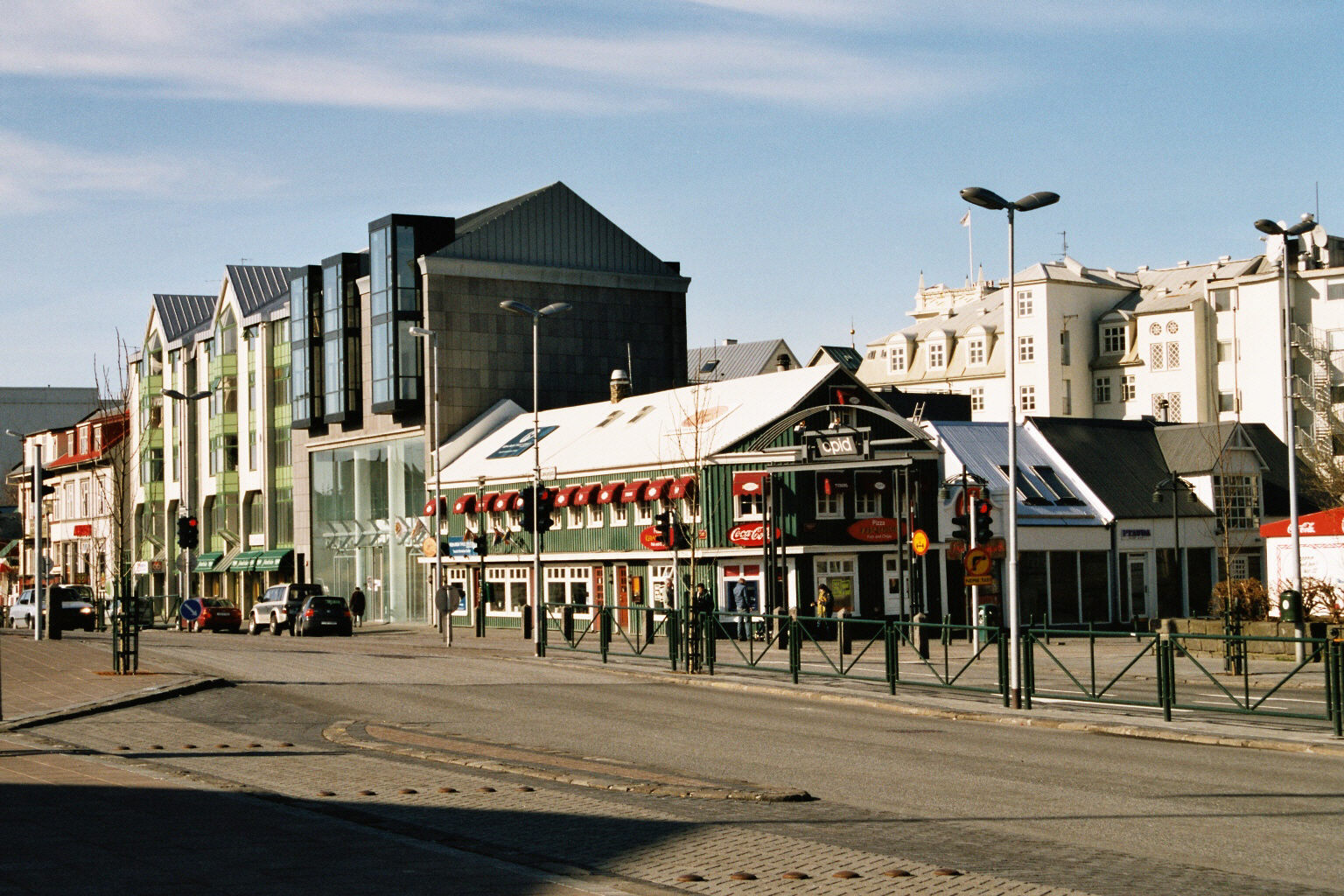
Der Platz Lækjartorg vor dem Brand 2007

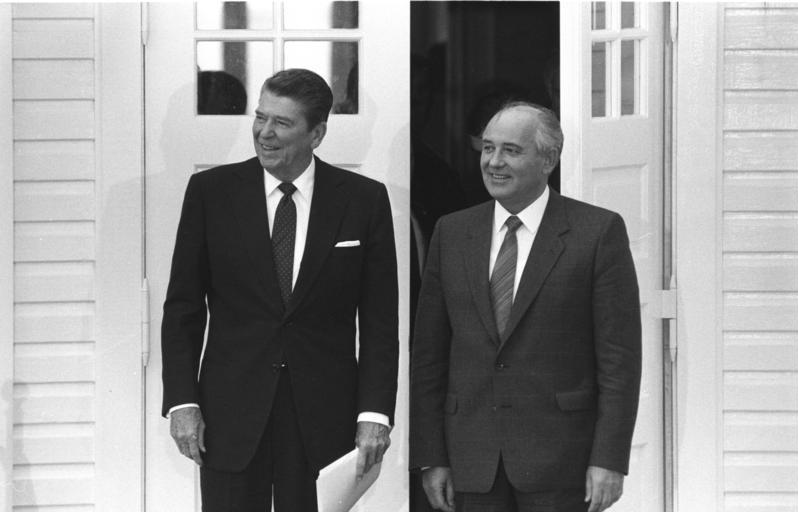
Reagan und Gorbatschow in Reykjavík 1986

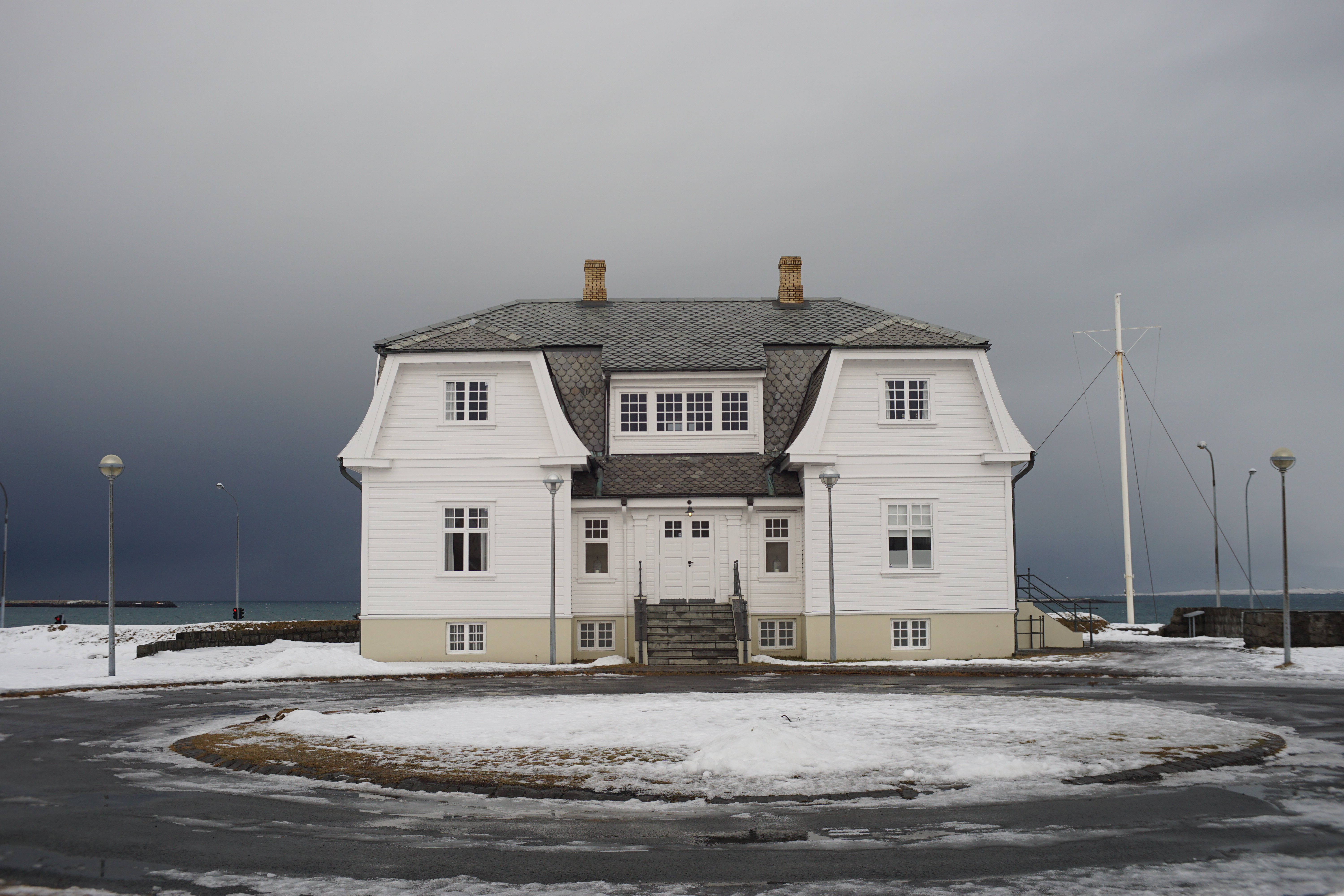
Höfði

Schritt für Schritt konnte sich Island bis zur Mitte des 20. Jahrhunderts als eigenständige Nation etablieren: Im Jahre 1904 wurde ein Großteil der Exekutive unter einem Minister für Island nach Reykjavík transferiert. Am 1. Dezember 1918 wurde Island zum Königreich erklärt, das aber immer noch der dänischen Krone unterstand. Reykjavík galt nun offiziell als Hauptstadt des Landes. Auch die Einwohnerzahl hatte inzwischen entsprechend zugenommen (vgl.: Demographische Entwicklung).
1912 wurde der Bau eines neuen Hafens beschlossen. Dieser wurde 2002 als herausragendste isländische Ingenieurleistung des Jahrzehnts 1911–1920 ausgezeichnet. Im Zuge des Baus des Hafens wurde 1913 die Schmalspur-Hafenbahn Reykjavík eingerichtet.
In den 1920er und 1930er Jahren prosperierte die Stadt zunächst aufgrund der profitablen Produktion von Stockfisch und des Fischexports allgemein. Später litt allerdings auch sie unter der wirtschaftlichen Depression (vergleiche etwa einige Romane Halldór Laxness’). Der Aufschwung kam mit dem Zweiten Weltkrieg und der Besetzung zunächst durch die Briten, dann durch die US-Amerikaner (vergleiche etwa einige Romane von Einar Kárason). Dennoch erklärte sich Island offiziell als neutral.
Die Amerikaner halfen, den großen Zivilflughafen in Keflavík zu bauen, und erhielten im Gegenzug das Recht, in der Nähe dauerhaft Truppen zu stationieren. Außerdem schufen sie viele Arbeitsplätze. Dies löste die bis heute anhaltende Landflucht und einen massiven Zuzug in die Hauptstadtregion aus.
Am 17. Juni 1944 wurde in Þingvellir die Republik Island ausgerufen. Reykjavík wurde die Hauptstadt des jetzt unabhängigen Landes. Der Sitz des isländischen Premierministers befindet sich hier, der des Präsidenten, der ähnlich wie in Deutschland nur eine repräsentative Funktion hat, in Bessastaðir in der Reykjavíker Vorortgemeinde Álftanes. Dieses Amt wurde von 1980 bis 1996 erstmals von einer Frau, Vigdís Finnbogadóttir, ausgeübt.
Ab den 1950er Jahren verbesserten sich die Lebensbedingungen rasant. Der Zuzug hielt unvermindert an, während sich immer mehr Industriebetriebe in Reykjavík niederließen und andererseits auf dem Lande aufgrund verbesserter Agrartechnik der Bedarf an Arbeitskräften sank.
1972 fand in Reykjavík die als Match des Jahrhunderts bezeichnete Schachweltmeisterschaft zwischen dem US-amerikanischen Herausforderer Bobby Fischer und dem sowjetischen Titelhalter Boris Spasski statt. Noch einmal stand Reykjavík im Interesse der Weltpolitik, als sich vom 10. bis 12. Oktober 1986 Ronald Reagan und Michail Gorbatschow im Gästehaus Höfði zu einem Gipfeltreffen einfanden.
Außerdem spielt die Stadt seit den 1990er Jahren auf dem Techniksektor eine bedeutende Rolle.
Reykjavík galt bis zum Beginn der Wirtschaftskrise im Herbst 2008 als eine aufstrebende und auch im künstlerischen Bereich weiterhin aufblühende Stadt mit einer sehr lebendigen Kunst- und Musikszene. Machten sich zu Beginn und in der Mitte des 20. Jahrhunderts vor allem Schriftsteller und bildende Künstler wie Einar Jónsson und Ásmundur Sveinsson international einen Namen, so sind es heutzutage die Popmusikerin Björk oder die Mitglieder der Band Sigur Rós, die weltweit bekannt wurden.
Neben der erwähnten Wirtschaftskrise gab es in Island eine Banken- und Finanzkrise. Alle drei großen Geschäftsbanken brachen zusammen, als sie Schwierigkeiten bei der Refinanzierung ihrer kurzfristigen Schulden bekamen. Ihr Geschäftsmodell war offenbar zu riskant bzw. nicht tragfähig. Im Verhältnis zur Größe seiner Wirtschaft ist Islands Banken-Zusammenbruch der größte in der Wirtschaftsgeschichte. Die Isländische Krone (die Währung Islands) verlor erheblich an Wert (=> Importe teurer; Exporte werden angekurbelt), Devisentransaktionen wurden praktisch für Wochen unterbrochen. Damit fand auch ein zeitweiliger Bauboom ein jähes Ende. 
Reykjavík wurde am 2. August 2011 zur 29. UNESCO-Literaturstadt ernannt.

## Einwohnerentwicklung (Gemeinde Reykjavíkurborg)
| 1801 | 1860  | 1901  | 1910   | 1920   | 1930   | 1940   | 1950   | 1960   | 1970   | 1980   | 1985   | 1990   | 1995    | 2003    | 2006    | 2008    | 2009    | 2020    | 2025    |
| 600  | 1.450 | 6.321 | 11.449 | 17.450 | 28.052 | 38.308 | 55.980 | 72.407 | 81.693 | 83.766 | 89.868 | 97.569 | 104.258 | 113.387 | 116.446 | 118.861 | 121.230 | 126.549 | 138.772 |

In der Metropolregion Reykjavík leben über 200.000 Einwohner. Fünf der isländischen Gemeinden liegen in der Hauptstadtregion: Garðabær: 18.891 Einwohner, Hafnarfjörður: 30.568 Einwohner, Kópavogur: 39.810 Einwohner, Mosfellsbær: 13.430 Einwohner und Seltjarnarnes: 4674 Einwohner (Stand: 1. Januar 2023).

## Kultur und Sehenswürdigkeiten

### Museen

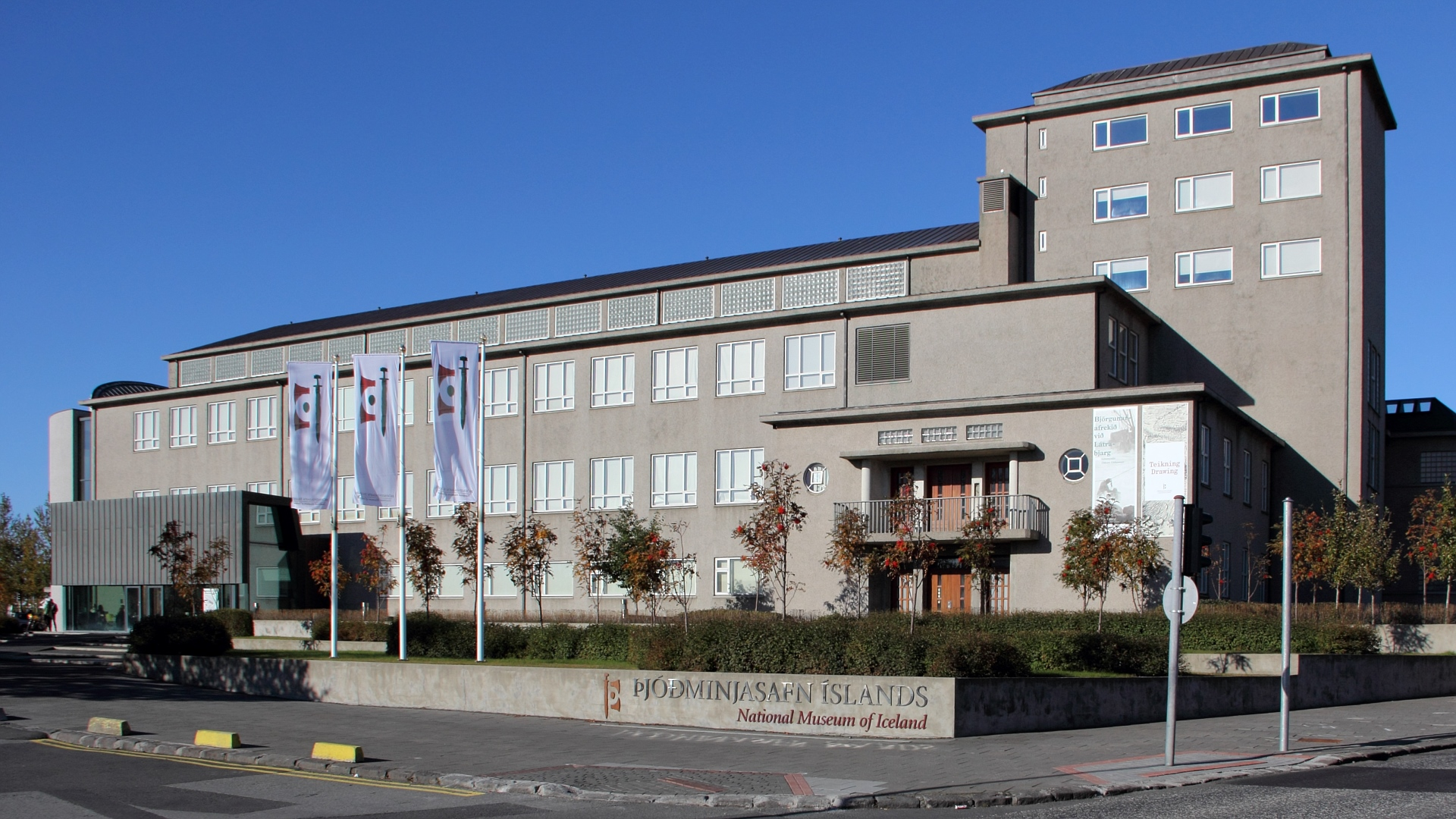
Nationalmuseum von Island in Reykjavik

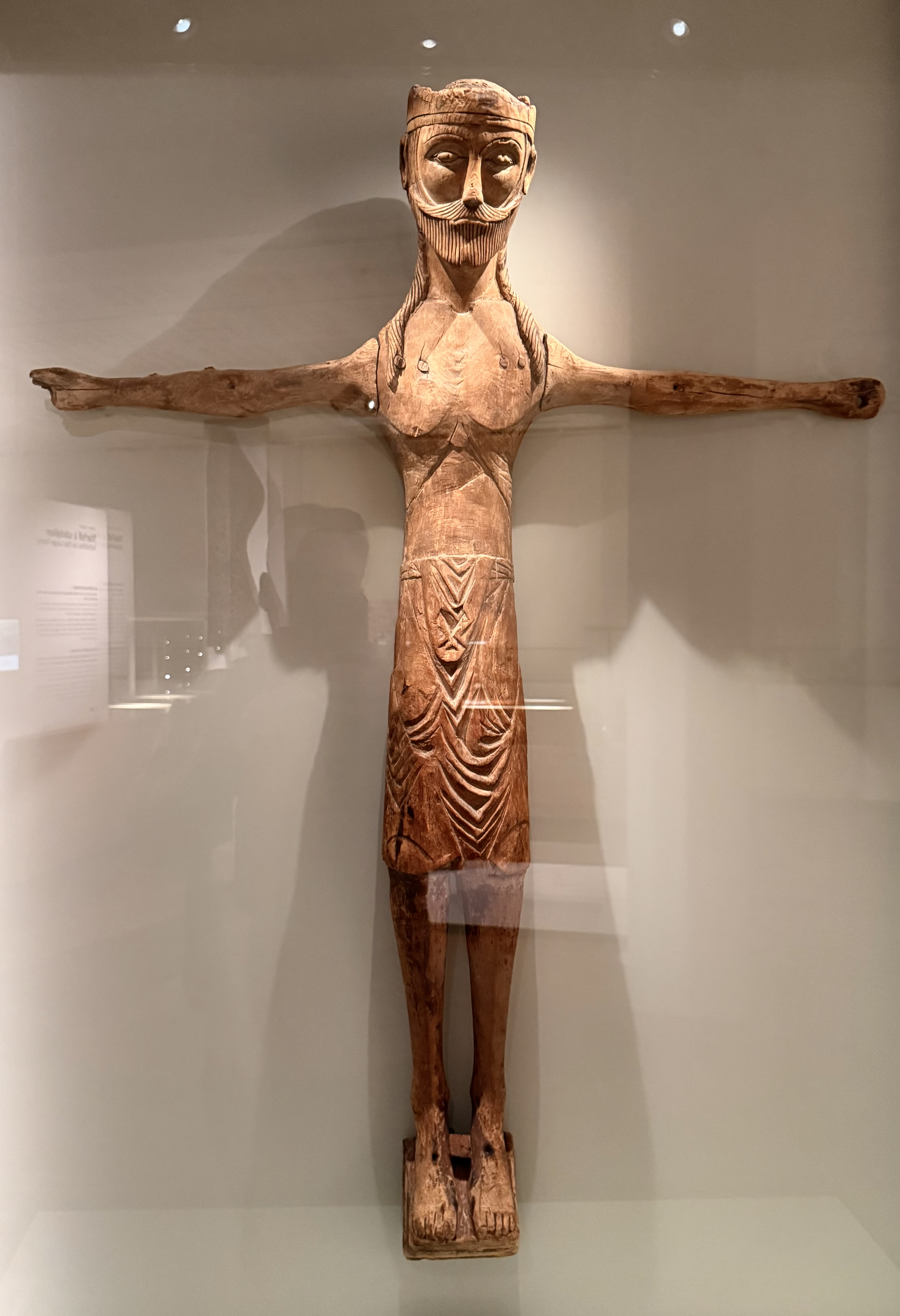
Holzfigur des gekreuzigten Christus (um 1200) aus der Kirche von Ufsir, heute im Nationalmuseum

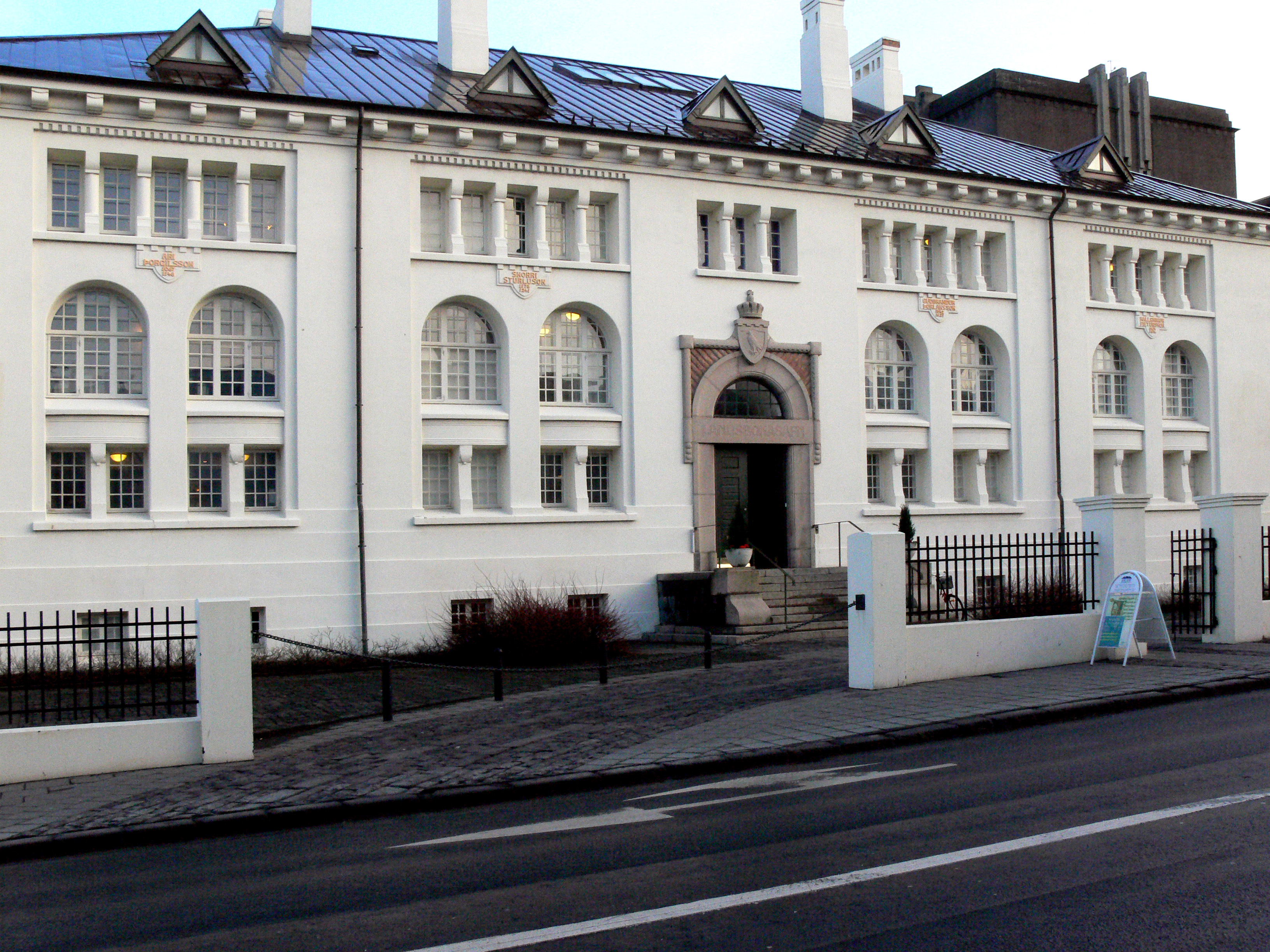
Museum Þjóðmenningarhús

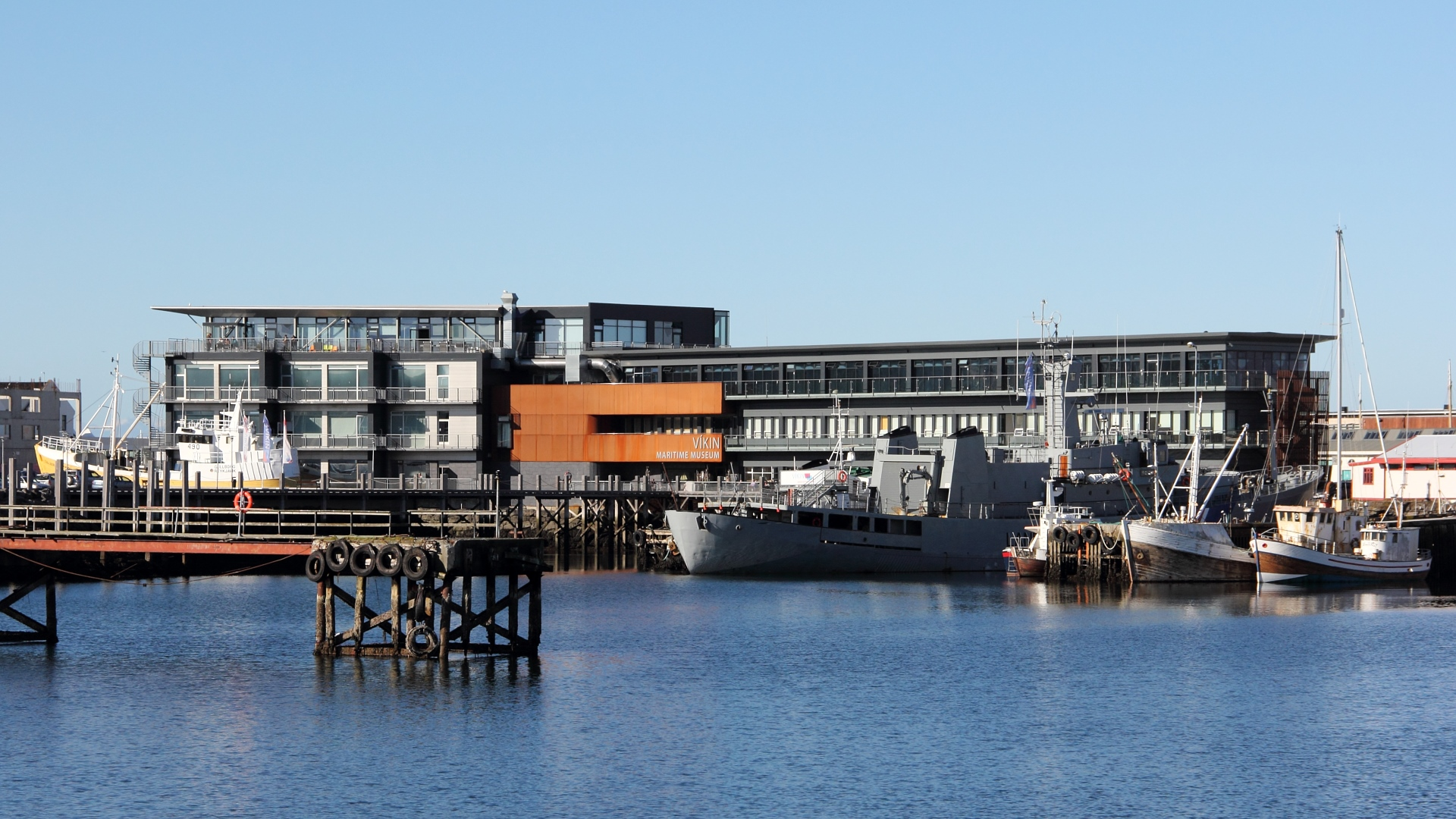
Reykjavik Maritime Museum (ehemals VIKIN)

#### Das Nationalmuseum (Þjóðminjasafn)
Es existiert seit 1863, seit 1955 im jetzigen Gebäude. Gezeigt werden wertvolle Kunstwerke und Sammelobjekte der isländischen Kultur wie Schmuck, Waffen, Kirchenkunst und Alltagsgegenstände. Besonders hervorzuheben sind eine Bronzestatuette des Gottes Þór, ein silberner Thorshammer (Þórshamar) sowie die reich mit Schnitzereien verzierte Kirchentür aus Valþjófsstaður.
Das Museum wurde am 1. September 2004 neu eröffnet, nachdem es lange Zeit wegen Renovierungsarbeiten geschlossen war. In interessanten Kapiteln und unter Verwendung neuester Computertechnik wird die Geschichte Islands dargestellt.

#### Museum für das kulturelle Erbe Islands (Þjóðmenningarhúsið)
Das in den Jahren 1906–09 erbaute Museumshaus war von Anbeginn ein Hort isländischer Kulturschätze. In diesem Haus befanden sich die Nationalbibliothek, das Nationalmuseum, die Nationale Handschriftensammlung und das Naturkundemuseum. Als diese Museen im Laufe der Jahre eigene Gebäude bezogen, beschloss die Regierung, das Haus vollständig zu renovieren, mit dem Ziel, es unter Denkmalschutz zu stellen und seinen historischen Stellenwert zu bewahren. Im Jahr 2000 erhielt das Haus seine neue Bestimmung. Mit seiner Nationalen Handschriftensammlung, zahlreichen Ausstellungen und verschiedenen Kulturveranstaltungen ist es ein wichtiger Schauplatz isländischer Kultur und isländischen Kulturerbes.

#### Die Nationalgalerie (Listasafn)
Die Nationalgalerie liegt am See Tjörnin. Der ältere Teil wurde 1916–1917 als Eishaus erbaut, um dort Fisch zu konservieren. Der moderne Neubau wurde 1980–1988 erstellt.
Die Galerie zeigt in einem halbjährlichen Turnus Ausschnitte aus ihrer etwa 5000 Kunstwerke umfassenden Sammlung mit dem Schwerpunkt auf isländischen Künstlern (zum Beispiel zahlreiche Werke der Maler Ásgrímur Jónsson und Jóhannes Sveinsson Kjarval). Außerdem gibt es häufig thematisch orientierte Wechselausstellungen.

#### Kjarvalsstaðir
Das Museum in der Flókagata liegt am Rande eines kleinen Parks (Miklatún) und widmet sich hauptsächlich dem Werk des Malers Jóhannes Sveinsson Kjarval (1885–1972). Allerdings finden in Nebenräumen auch wechselnde Ausstellungen etwa moderner Installationskünstler statt.

#### Ásmundarsafn
Das Museum im Laugardalur befasst sich hauptsächlich mit dem Werk des Bildhauers Ásmundur Sveinsson (1893–1982). Vor dem Haus befindet sich ein Skulpturengarten.

#### Einar-Jónsson-Museum
Direkt vor der Hallgrimskirkja liegt das Museum des isländischen Bildhauers Einar Jónsson. Das Gebäude erinnert stark an die 1930er Jahre. Dem Museum ist auch ein Skulpturengarten angeschlossen, in dem sich die Figuren hinter Blumen und Sträuchern verbergen.

#### Handschriftensammlung Árni Magnússon
Der Gelehrte Árni Magnússon (der auch im Roman Islandglocke von Halldór Laxness auftritt) hatte im 17. Jahrhundert Tausende von alten Urkunden, mittelalterlichen Manuskripten und anderen historischen Texten gesammelt und nach Dänemark gebracht. Nach jahrelangem Streit gaben die Dänen diese Zeugnisse altisländischer Kultur 1971 zurück. Sie sind in dieser Sammlung aufbewahrt und einige von ihnen werden in einem kleinen Ausstellungsraum der Öffentlichkeit präsentiert. Zu den Kostbarkeiten der Sammlung gehören die Flateyjarbók (siehe auch: Breiðafjörður) und der Codex Regius.

#### Freilichtmuseum Árbæjarsafn
Im Stadtteil Árbær, etwas außerhalb des Zentrums, befindet sich das große Freilichtmuseum Árbæjarsafn. In diesem sind rund 30 Bürgerhäuser und Torfhütten aus dem 19. Jahrhundert mit passender Innenausstattung zu besichtigen. Die Museumswärter tragen die Tracht der damaligen Zeit. Manchmal kann man auch Handwerkern bei der Arbeit zusehen.

#### Fotografiemuseum (Ljósmyndasafn)
Im obersten Stockwerk des Grófarhús, in dem auch die Stadtbibliothek untergebracht ist, finden mehrmals im Jahr wechselnde Fotografieausstellungen nationaler und internationaler Künstler statt.

#### Weitere Museen

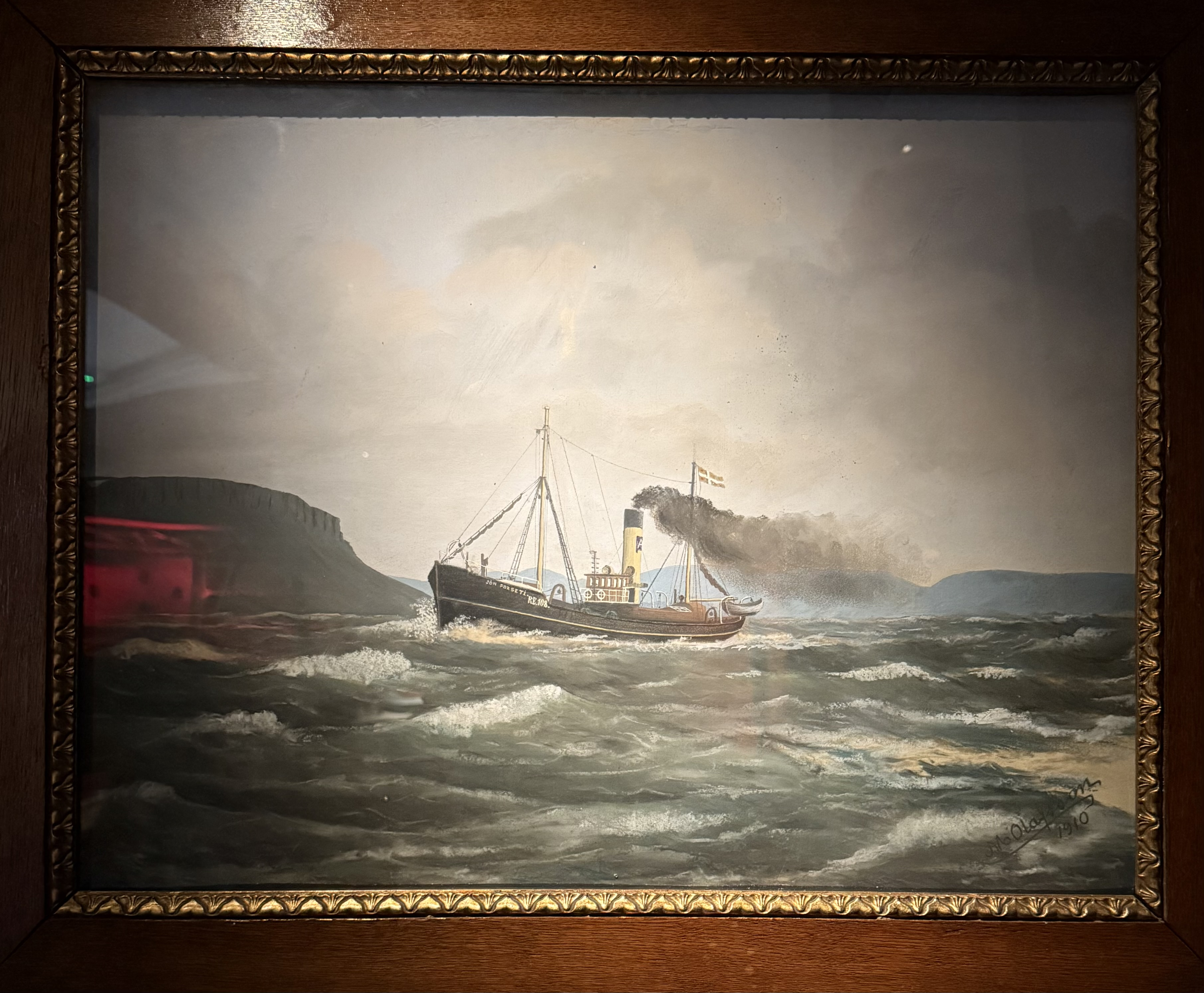
Gemälde mit Dampfer von M. Olafsson (1910)

- Gemälde mit Dampfer von M. Olafsson (1910)Ásgrímur-Jónsson-Museum (Gemäldesammlung)
- Sigurjón-Ólafsson-Museum (moderne Skulpturen)
- Medizinhistorisches Museum „Nesstofa“ in der Nachbargemeinde Seltjarnarnes
- Schifffahrtsmuseum Reykjavik (Sjóminjasafnið í Reykjavík), ehemals VIKIN Maritime Museum
- The Living Art Museum
- Naturgeschichtliches Museum
- moderner Skulpturengarten am Strand des Vororts Reykjavík-Víkur
- Das Isländische Phallusmuseum, weltweit eines der wenigen seiner Art, ist nach einem vorübergehenden Ortswechsel 2004–2011 nach Húsavík wieder nach Reykjavík gezogen.

### Bauwerke

#### Domkirche und Universität

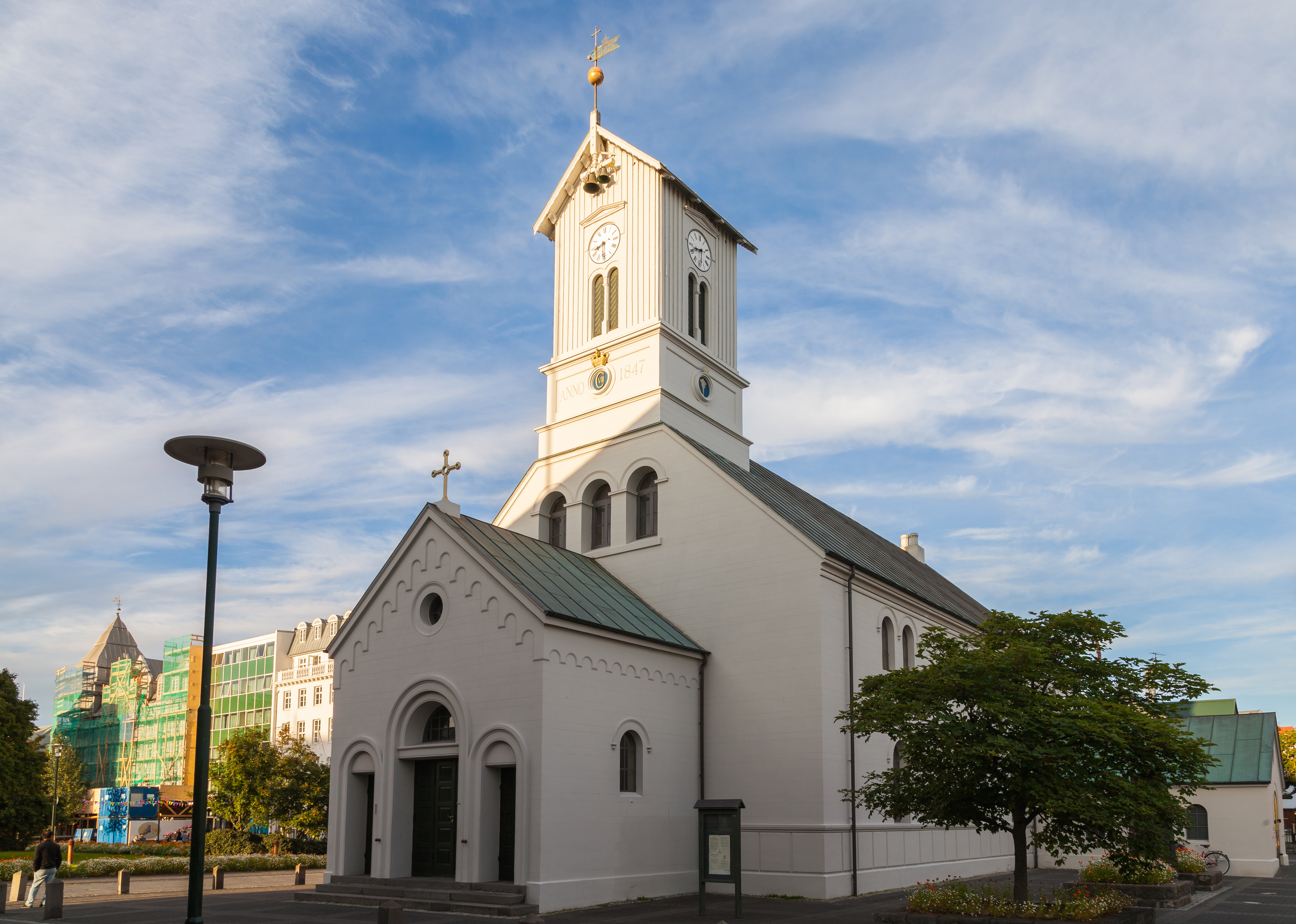
Dómkirkja

Eines der ältesten Gebäude in der Stadt ist der Dom (isländ. Dómkirkjan). Er befindet sich in der Nähe des Hotel Borg im Stadtzentrum und ist die Kathedrale der lutherischen Kirche von Island.
Die Kirche wurde Ende des 18. Jahrhunderts erbaut anlässlich der Verlegung des Bischofssitzes von Skálholt nach Reykjavík. Bei ihrer Einweihung 1796 passten noch alle Einwohner der Stadt in die eigentlich eher kleine Kirche. Nach dem Umbau von 1847, der der Kirche ihr heutiges Aussehen gab, installierte man darin unter anderem ein Taufbecken des isländisch-dänischen Bildhauers Bertel Thorvaldsen.
Sehenswert ist auch das Universitätsgebäude der Háskóli Íslands, das im Jahre 1940 eingeweiht wurde.

#### Hallgrímskirkja

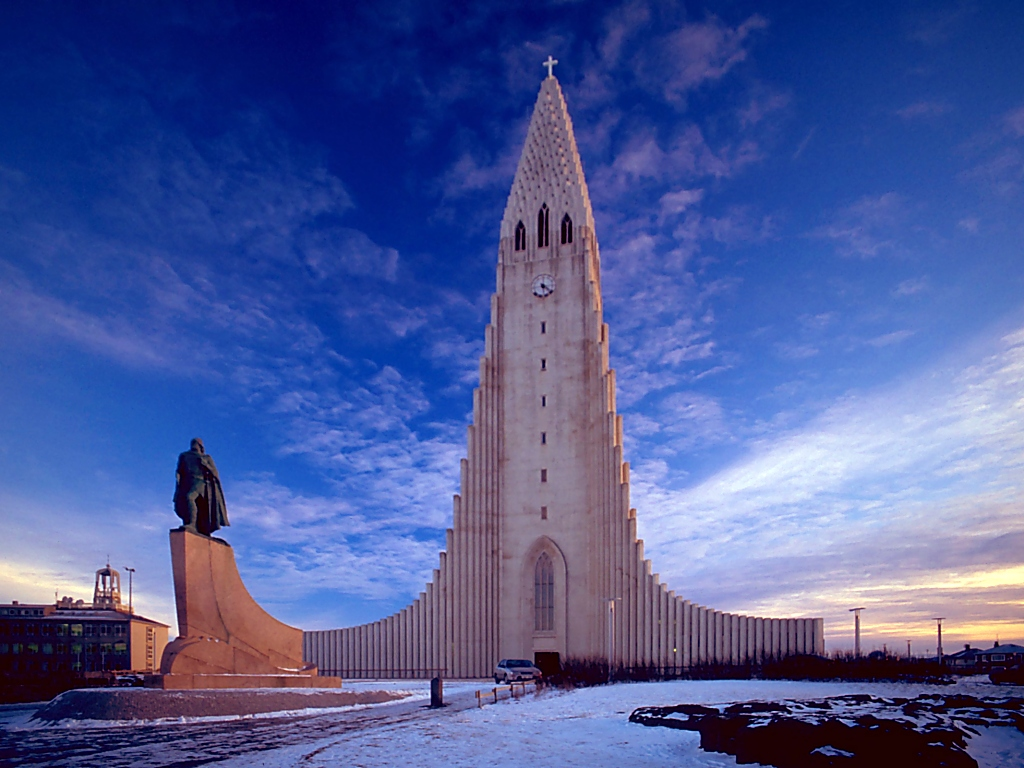
Hallgrímskirkja und Denkmal für Leif Eriksson

Neben diesen älteren Gebäuden in Reykjavík finden sich auch zahlreiche interessante Gebäude der moderneren Architektur. Auffallend sind hier vor allem die modernen Kirchengebäude der Stadt. Die Hallgrímskirkja ist dabei zugleich eins der höchsten Gebäude des Landes. Von ihrer Stellung auf einem Hügel überragt sie die Innenstadt.
Die Hallgrímskirkja, ebenfalls lutherisch, mit ihrem auffallenden Turm kann als Wahrzeichen der Stadt betrachtet werden. Auf den 74,5 m hohen Turm führt ein Lift und neben dem Öskjuhlíð bietet sich von hier aus die beste Aussicht über die Stadt und oft bis hin zum Snæfellsjökull. Sie wurde nach dem Dichter und evangelischen Pfarrer Hallgrímur Pétursson benannt. Entworfen wurde das Gebäude von dem isländischen Architekten Guðjón Samúelsson. Es dauerte über 40 Jahre (ab 1943), bis die Kirche 1986 eingeweiht wurde.
Auffallend ist die Ähnlichkeit zu Basaltsäulen, die von der Grundgestaltung der Kirchenfassade in den grauen Betonstiften umgesetzt werden. Das sehr helle Innere der Kirche weist reichlich gotische Stilelemente auf. Durch die Kirchenfenster aus durchsichtigem Glas hinter dem Hauptaltar kann man Himmel und Wolken sehen.

#### Konzerthaus Harpa

Harpa

Das Konzerthaus und Konferenzzentrum Harpa liegt direkt am Hafen. Es wurde am 20. August 2011 im Rahmen der Reykjavík Culture Night eingeweiht. Auf 28.000 m² bietet es Platz für einen Konzertsaal mit 1.600 Plätzen und weitere Konzert- und Konferenzräume. Die Architektur übernahm die Firma Henning Larsen Architects und Batteríið, und die umfassenden Glasfassaden wurden von Ólafur Elíasson gestaltet. Harpa ist offizieller Sitz des Isländischen Sinfonieorchesters und der Isländischen Oper. 2013 wurde es mit dem Mies-van-der-Rohe-Preis (Preis der Europäischen Union für zeitgenössische Architektur) ausgezeichnet.

#### Perlan

Perlan

Ein besonders auffallendes Gebäude ist Perlan auf dem Hügel Öskjuhlíð. Unter einer Glaskuppel auf den riesigen Heißwasserspeichern der Stadt befinden sich ein Restaurant und Geschäfte. Die Tanks versorgen zum einen die Stadt mit Warmwasser, zum anderen ersetzen sie in weiten Teilen der Stadt den Winterdienst, da von hier aus die Straßen und Gehwege beheizt werden. Das Gebäude bietet auch eine gute Aussicht auf Reykjavík und Umgebung. Unweit des Gebäudes befindet sich ein künstlicher Geysir mit Illustrationen zur Funktionsweise des künstlichen und echter Geysire, der aber nur zu bestimmten Zeiten aktiviert wird. Im Gebäude selbst befindet sich seit Juli 2017 das Museum der Naturwunder Islands mit einem künstlichen Gletscher samt Eishöhle. Die Eröffnung eines Planetariums sowie weiterer Ausstellungen zur isländischen Natur ist für das Jahr 2018 geplant.

## Parks

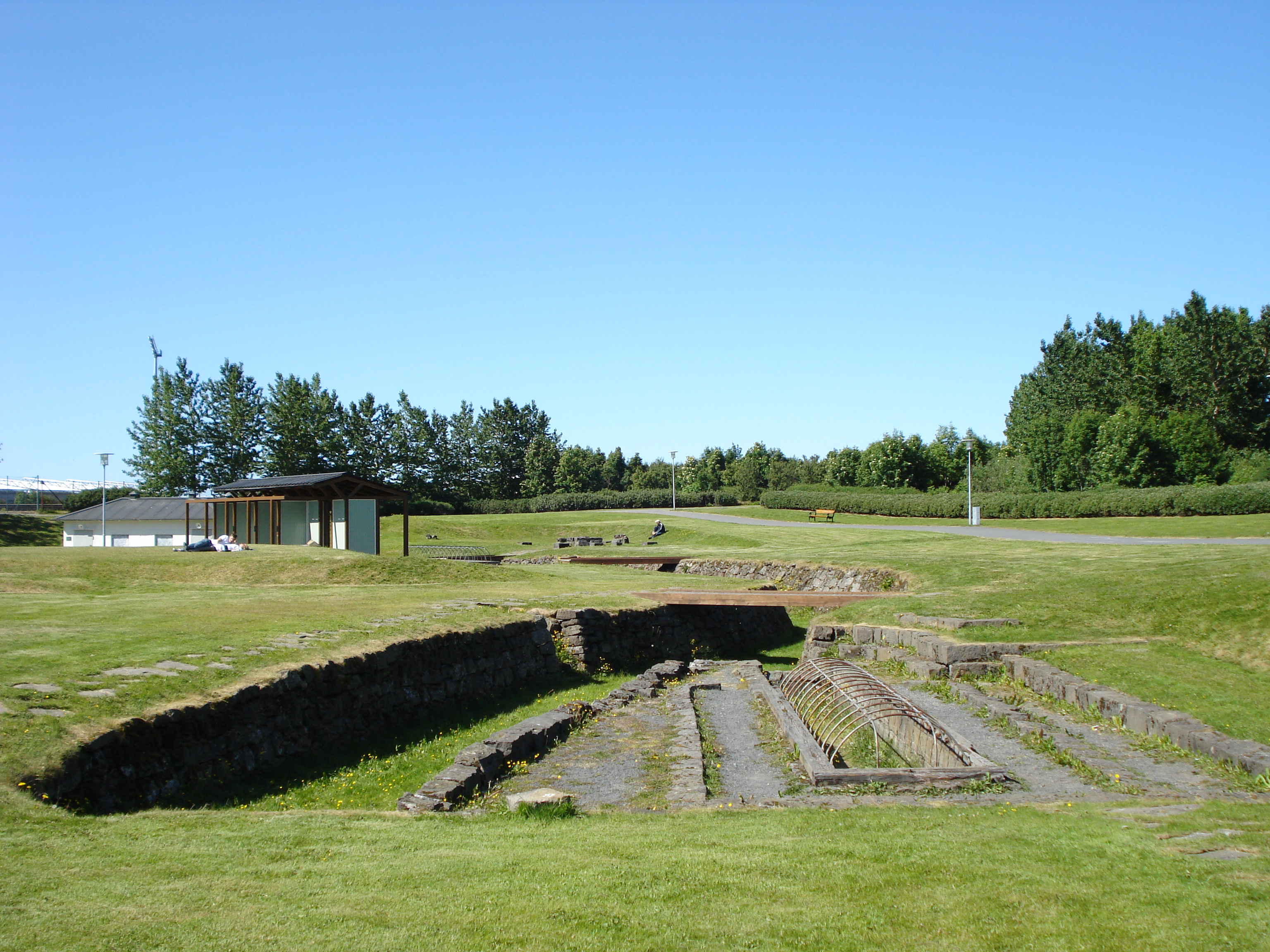
Laugardalur

Laugardalur ist der wichtigste Park in Reykjavik; er befindet sich im gleichnamigen Stadtteil.

### Sonstiges
- In Reykjavík befindet sich mit dem Botanischen Garten Reykjavík der größte botanische Garten des Landes.
- Alþingishúsið: Isländisches Parlament
- Höfði: Haus, in dem sich Ronald Reagan und Michail Gorbatschow 1986 zum Islandgipfel trafen
- National- und Universitätsbibliothek Islands
- Nauthólsvík: Geothermalbad
- Ráðhús: Rathaus
- Tjörnin: See in Reykjavík
- Universität Island
- Landakotskirkja: größte katholische Kirche Islands
- Freikirche
- Háteigskirkja
- Die Skulptur „Sonnenfahrt“
- Das jährlich stattfindende Musikfestival Iceland Airwaves
- Laugavegur: die Haupteinkaufsstraße
- Alljährlich findet das Kulturfestival Menningarnótt statt.

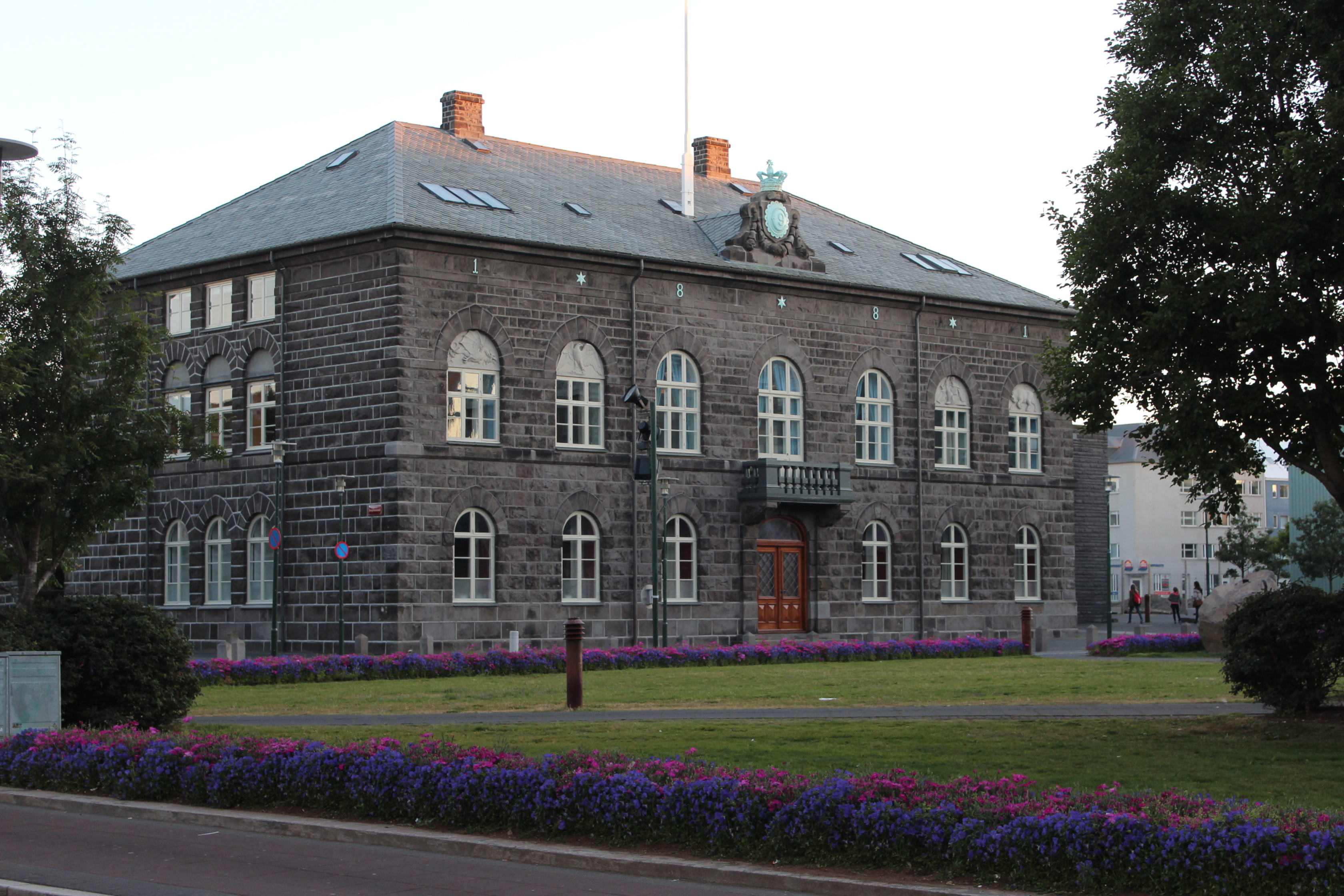
Parlament (Alþingishúsið)
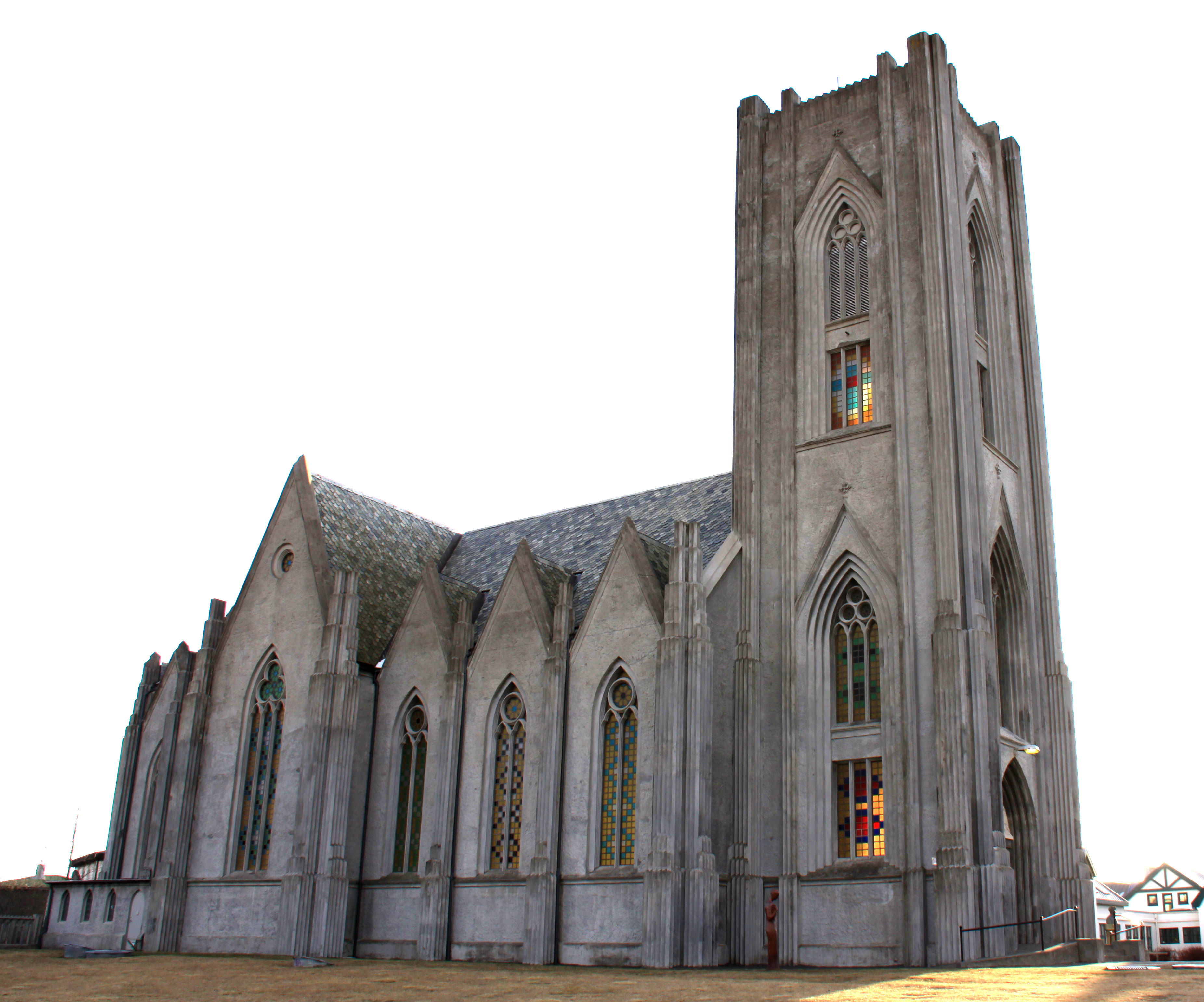
Landakotskirkja
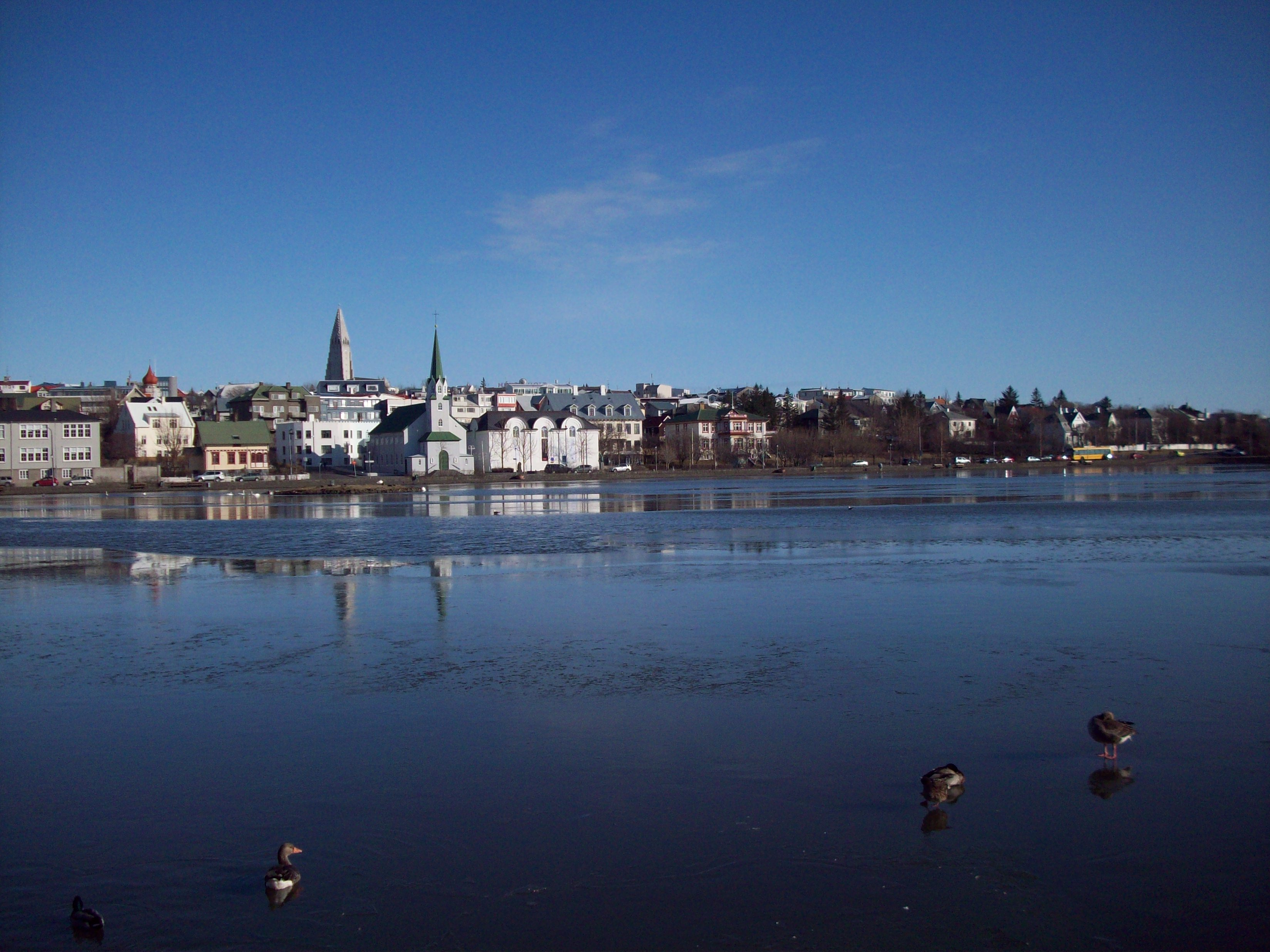
Tjörnin mit Freikirche und Nationalgalerie
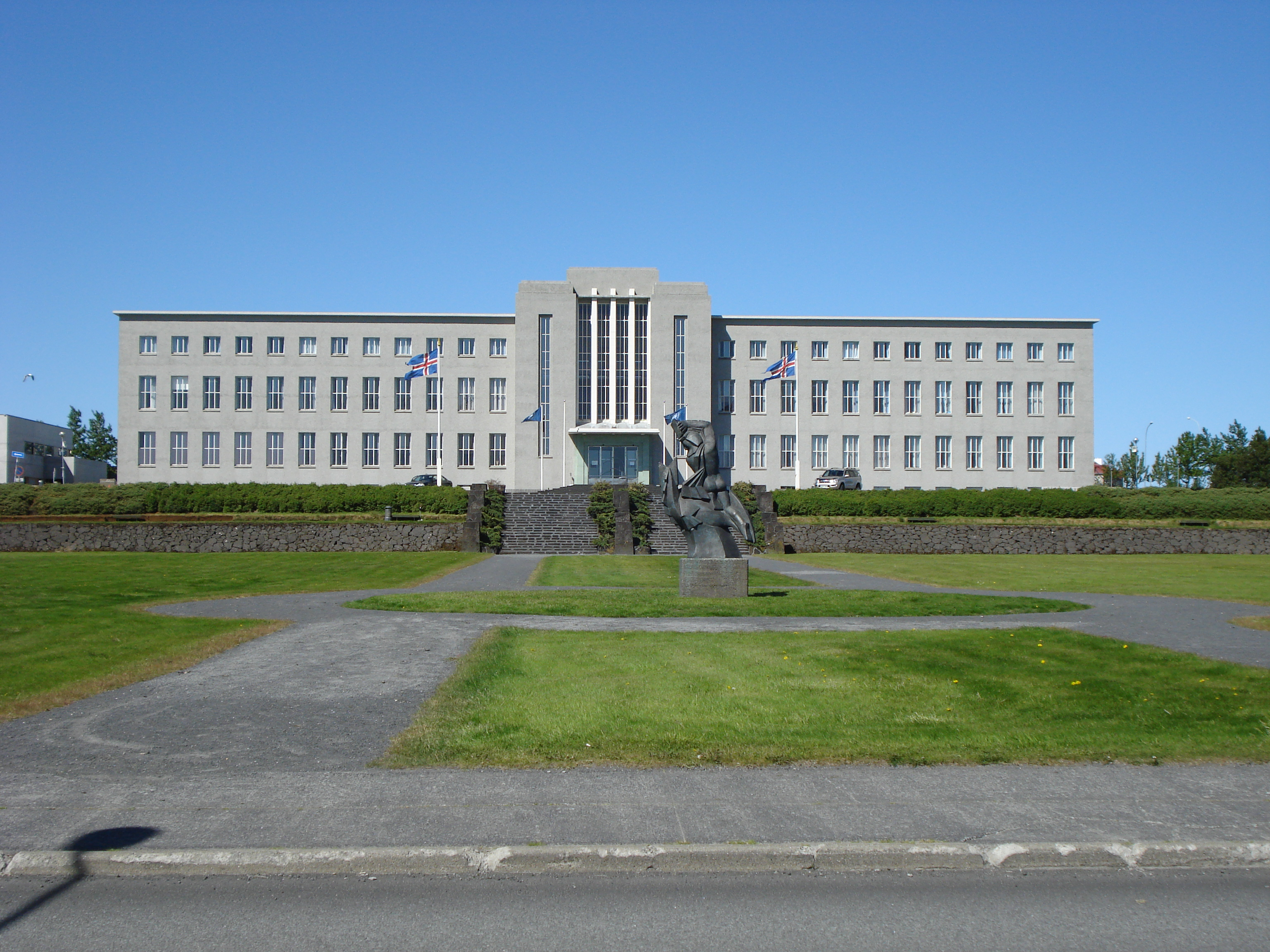
Hauptgebäude der Universität Island
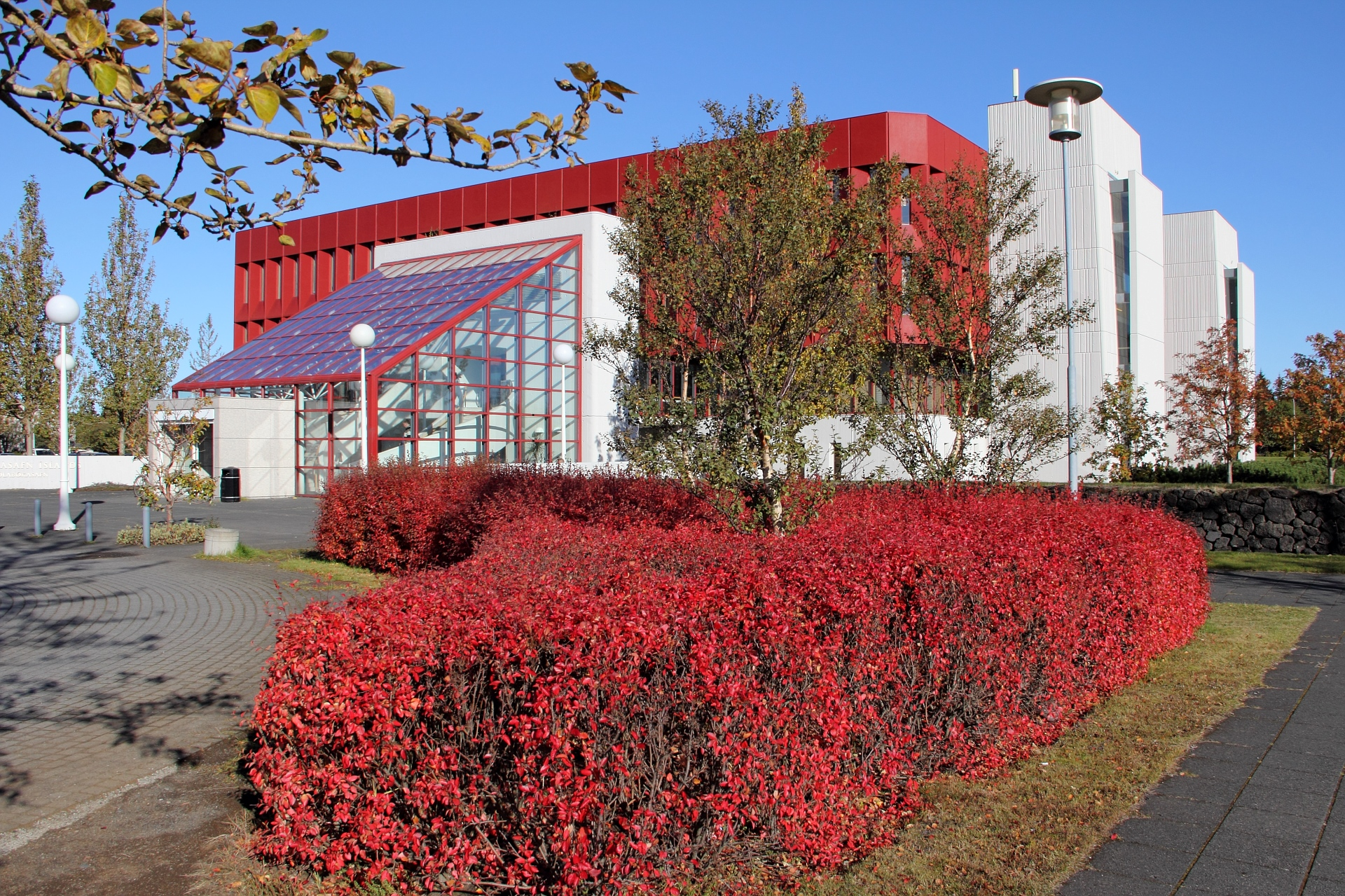
National- und Universitätsbibliothek
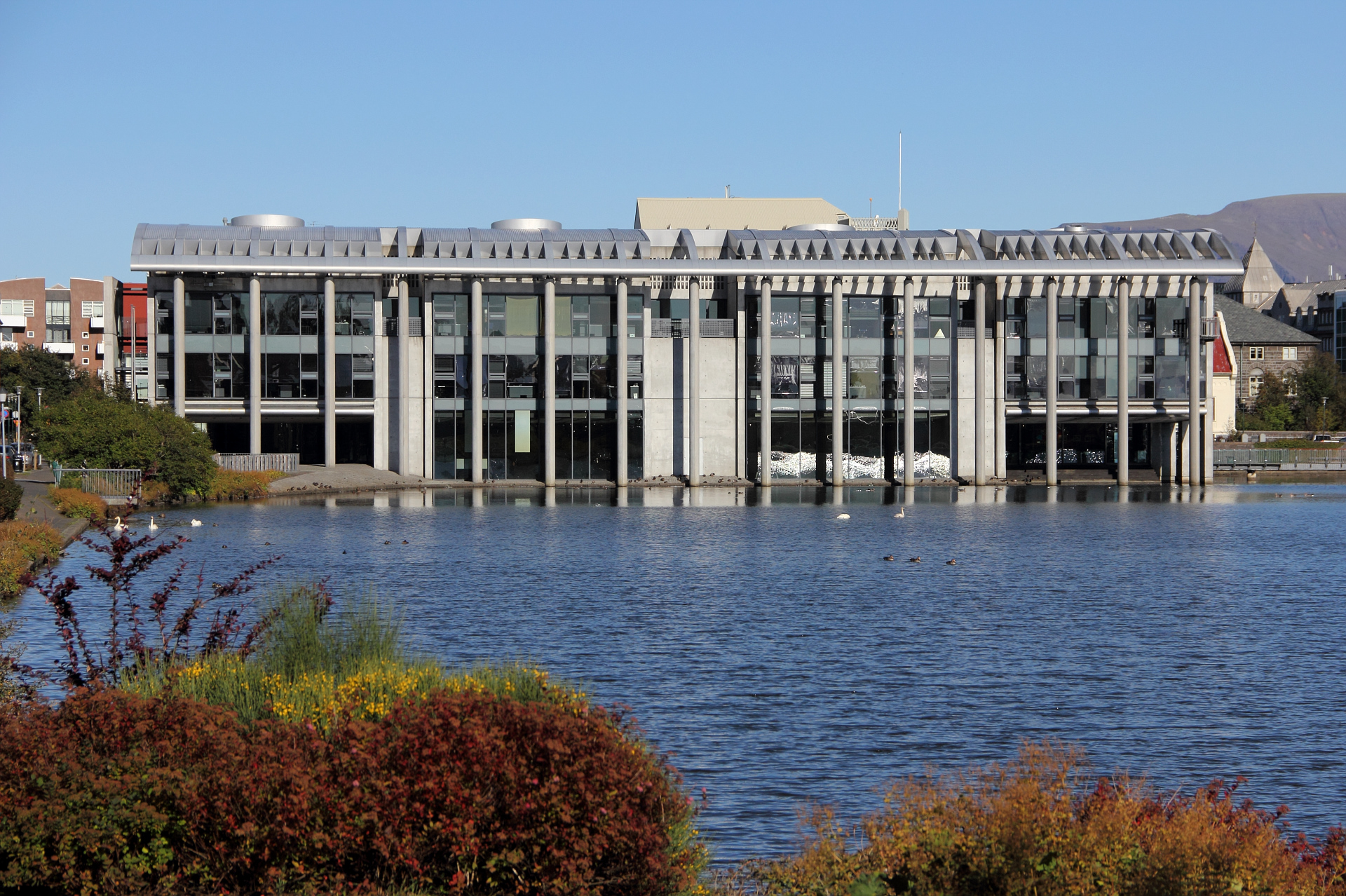
Rathaus von Reykjavik
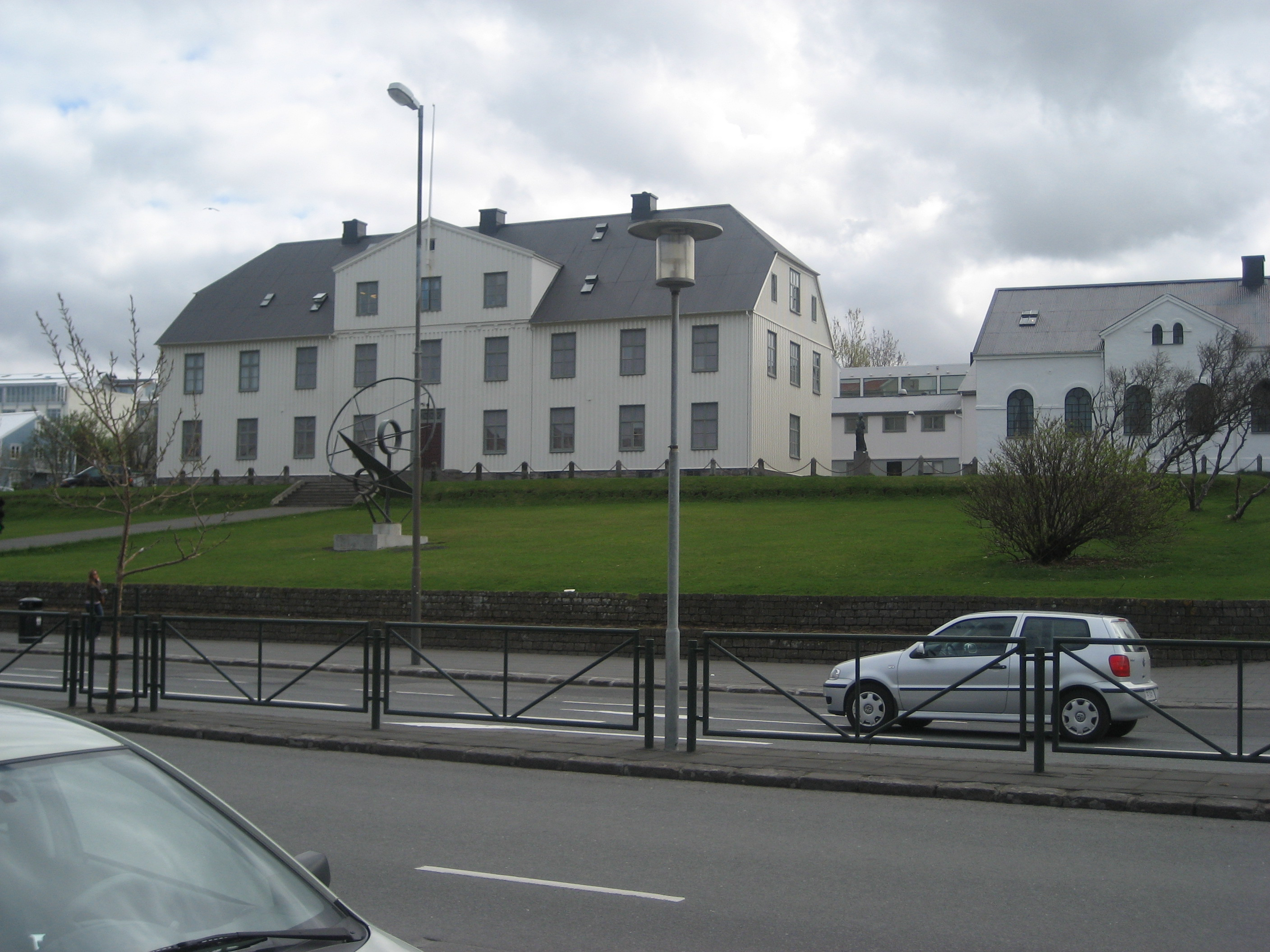
MR, das älteste Gymnasium des Landes
Háteigskirkja
Ehemalige Seefahrerschule
Die Schule Tjarnarskóli am Tjörnin, rechts Iðnó
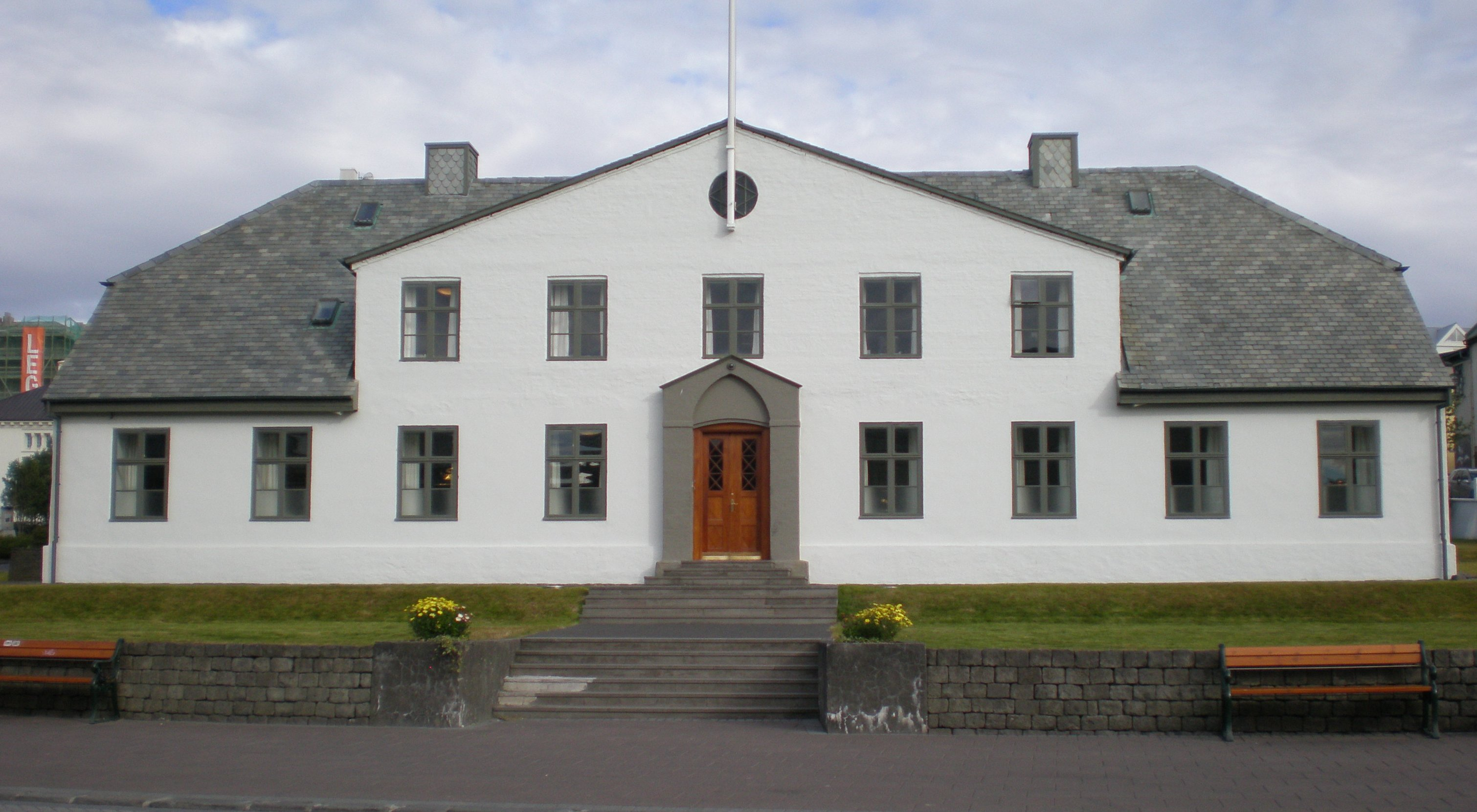
Stjórnarráðshús, Sitz des Premierministers
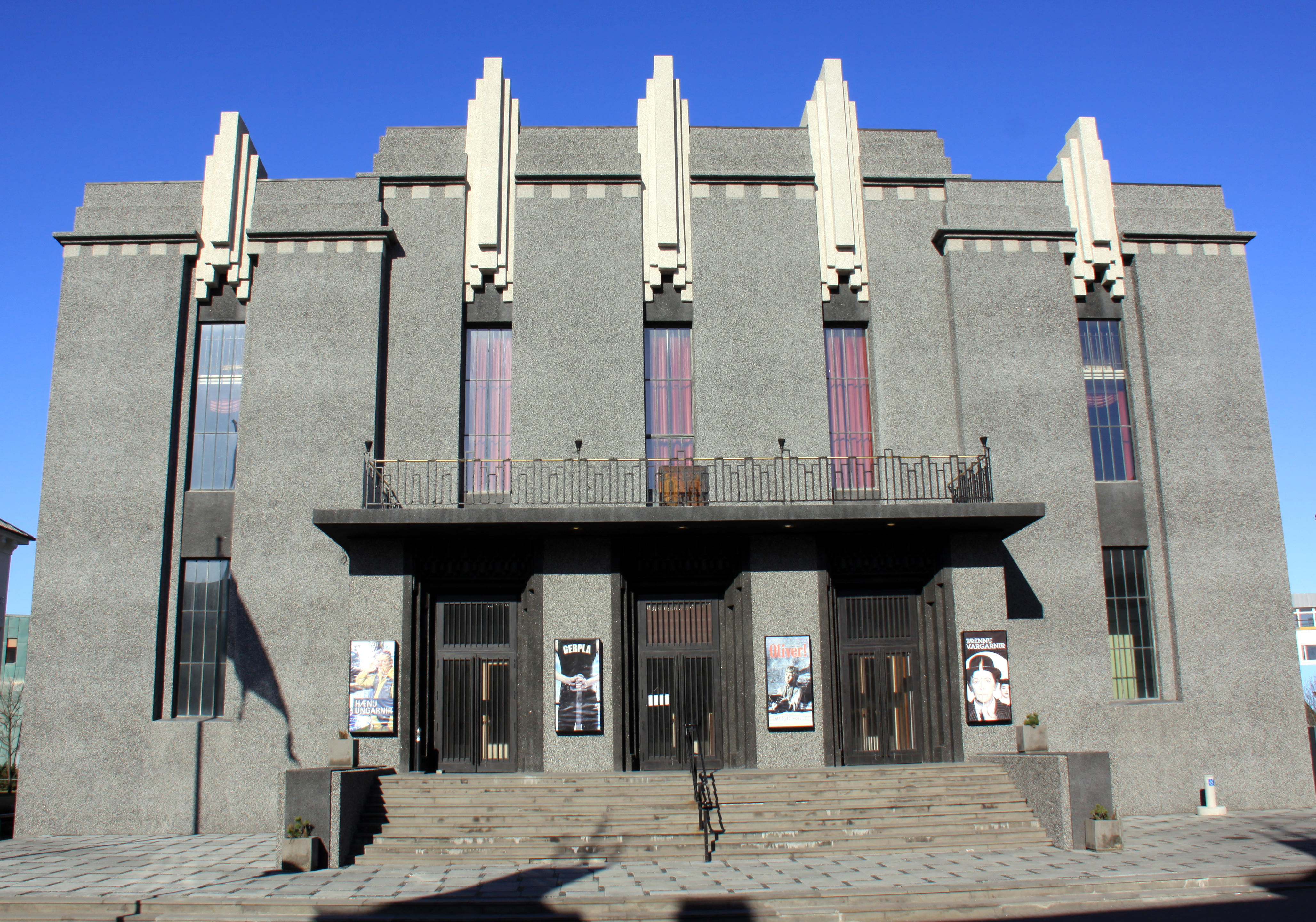
Nationaltheater
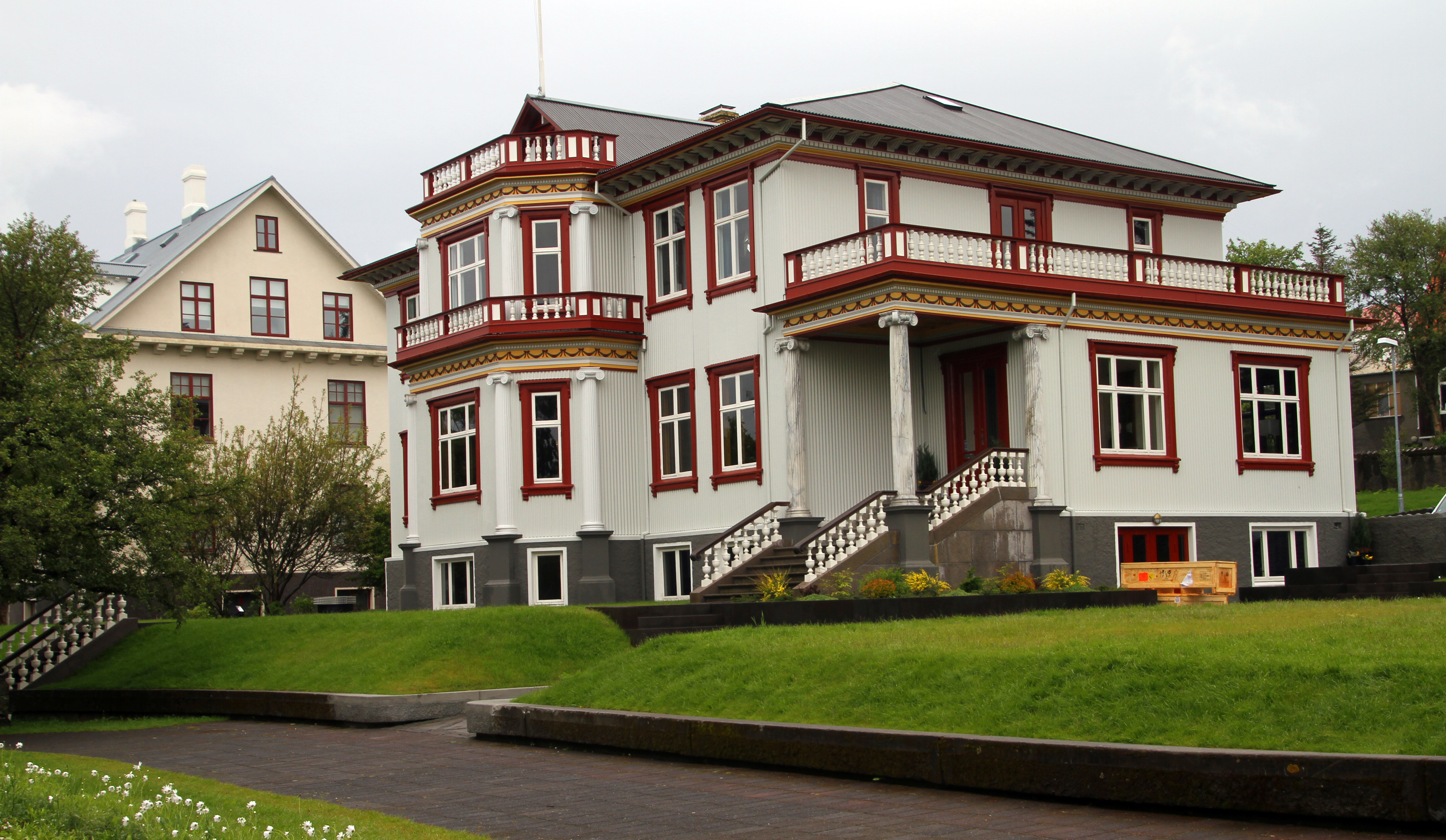
Fríkirkjuvegur 11, Haus von Thor Jensen
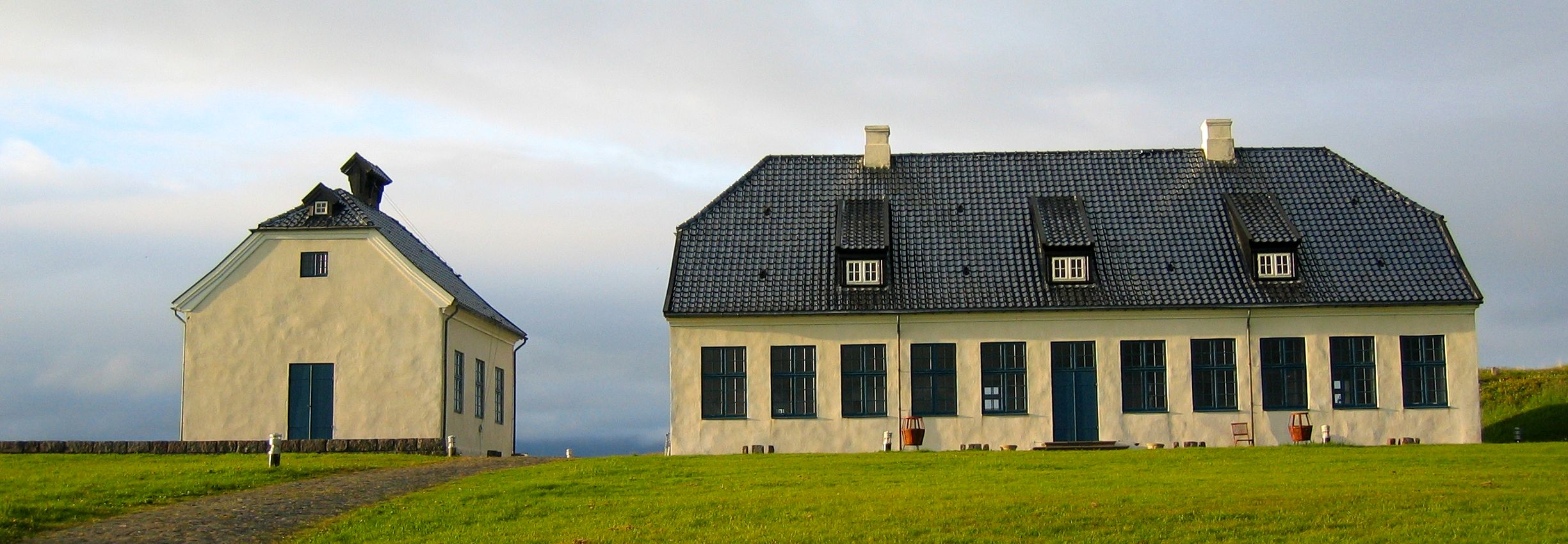
Kirche auf Viðey
Haus am Frakkastígur
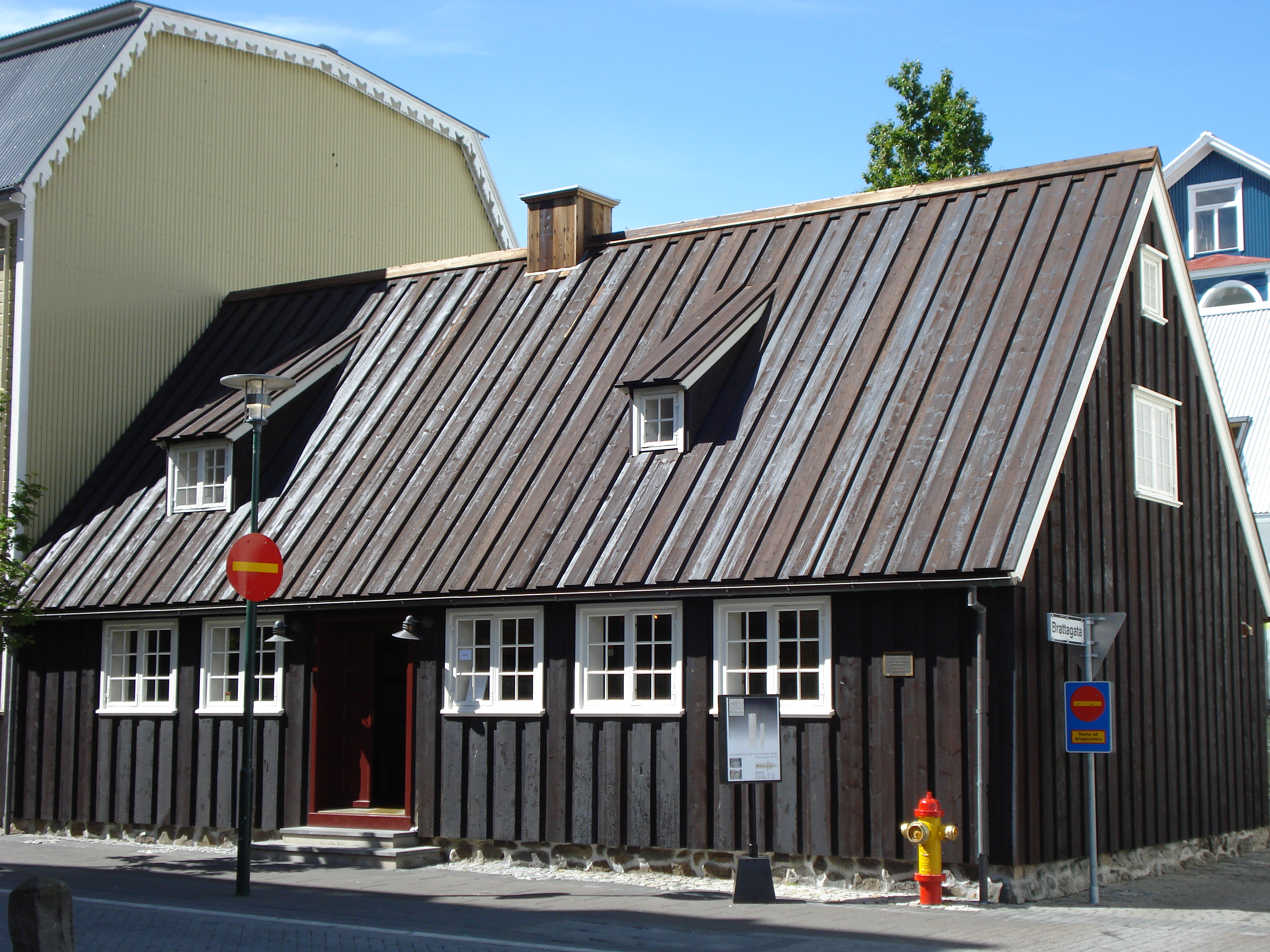
Aðalstræti 10, ältestes Haus in der Innenstadt
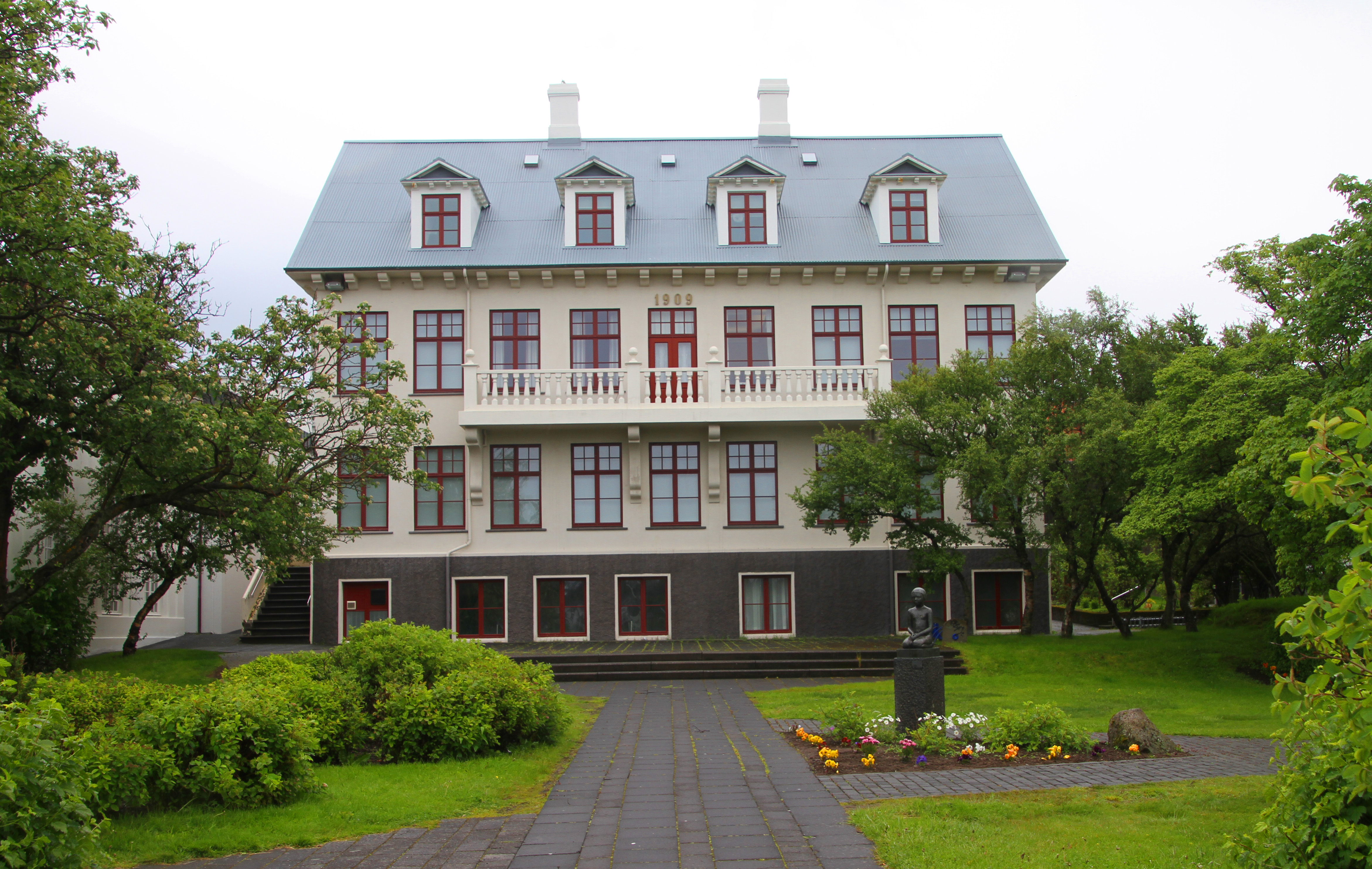
Kvennaskólinn
Sagamuseum
Gebäude am Skólavörðustígur
Skálholtsstígur 7
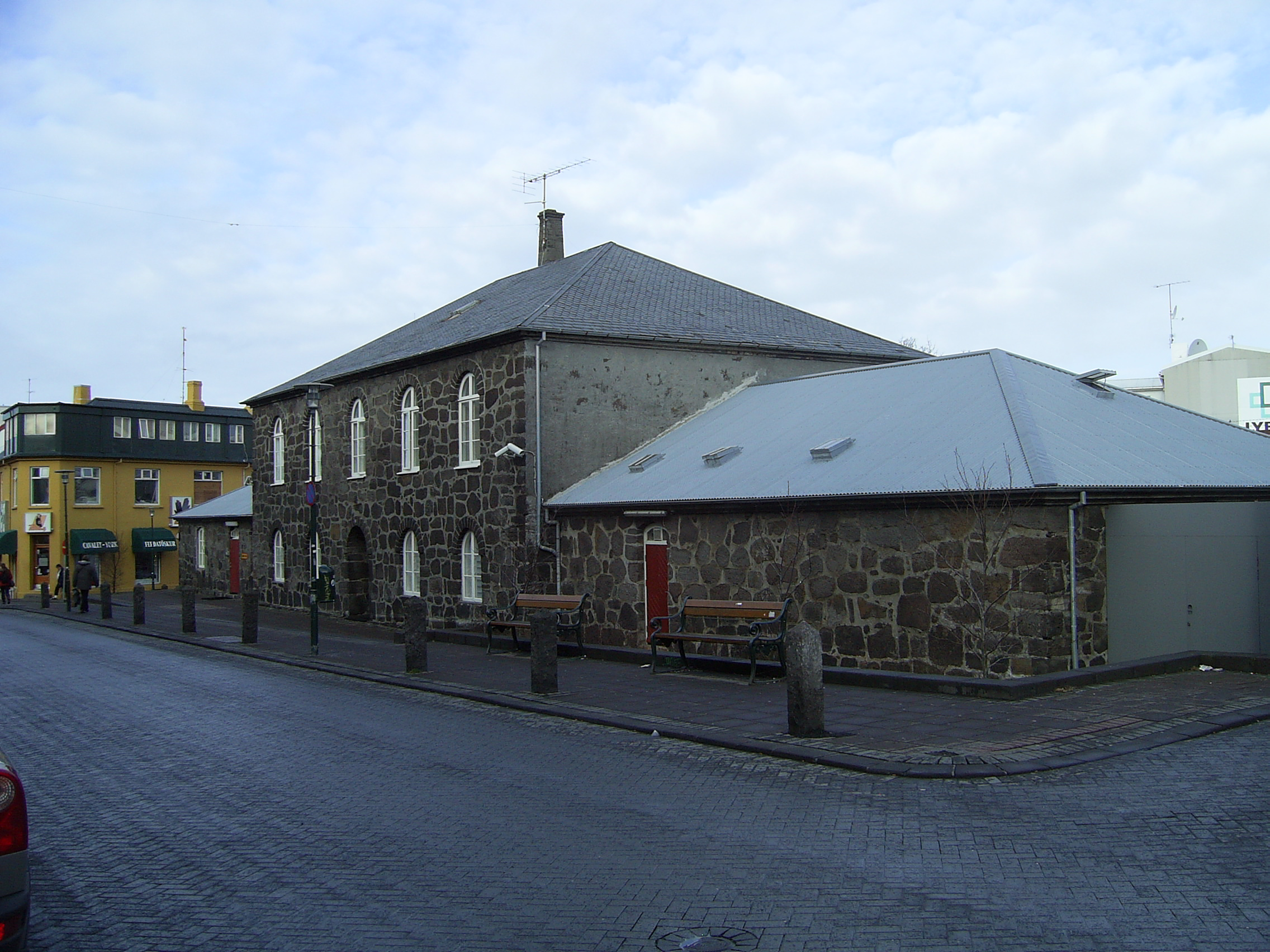
Altes Gefängnis

## Wirtschaft und Verkehr

Am Hafen (im Hintergrund der Berg Esja)

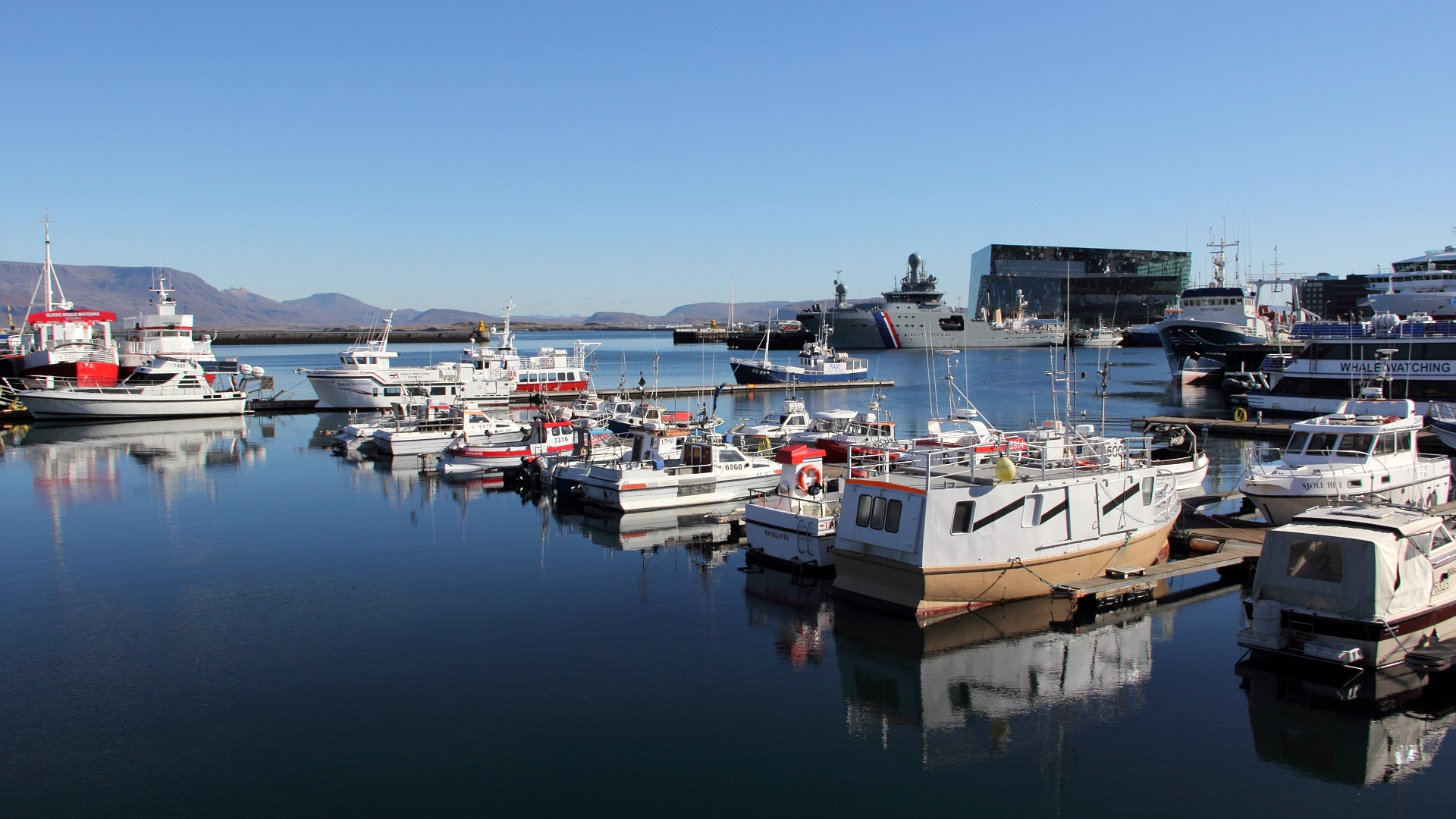
Alter Hafen in Reykjavik

### Wirtschaft
In Reykjavík befinden sich vor allem Dienstleistungsunternehmen, Fischerei- und High-Tech-Industrie, unter anderem gentechnische und biotechnische Labors. Die Isländische Wertpapierbörse „Isländische Börse“ befindet sich ebenfalls hier. Bedeutende Unternehmen sind:
Össur (Medizintechnik), Síminn (Isländische Telekom), Eimskip (Transporte), HB Grandi (Fischerei), Stodir (Bankwesen und Transporte), DeCODE Genetics (Pharma), Íslandsbanki, Icebank, Arion Bank, Landsbanki (Bankwesen), Vodafone Island, Orkuveita Reykjavíkur (Reykjavík-Energie), Icelandair Group (Reisen), Icelandic Group plc. (Nahrungsmittelindustrie), CYREN Iceland (Anti-Viren-Programme) und CCP Games (Computerspiele).

### Verkehr
Reykjavík ist die Stadt mit dem weltweit höchsten Autoaufkommen pro Kopf, daher gibt es einige bis zu sechsspurige Stadtautobahnen. Die Ringstraße Nr. 1 führt durch die Außenbezirke der Stadt. Sie erstreckt sich nach Osten weiter über die Hellisheiði Richtung Selfoss und nach Nordwesten Richtung Akranes und Borgarnes, wobei sie das Reykjavík überragende Bergmassiv der Esja umrundet. Die Staatsstraße zum internationalen Flughafen Keflavík wird vierspurig ausgebaut.
Außerdem hat Reykjavík ein effizientes öffentliches Verkehrssystem: ein Bussystem mit fünf dezentralen Busbahnhöfen und einem Fernbusbahnhof, dem BSÍ, sowie einen Inlandsflughafen in der Nähe von Tjörnin. Er ist der zweitgrößte Flughafen des Landes und befindet sich innerhalb der Stadt, südlich des Zentrums. Flüge von dort gehen auch nach Grönland und zu den Färöern. Er wurde von den britischen Streitkräften während des Zweiten Weltkriegs in den damaligen Randgebieten der Stadt erbaut. In der Diskussion ist die Verwendung der – in Island viel billigeren – Energiequelle Strom für den öffentlichen Nahverkehr, der für den Ausbau der Borgarlína zum Einsatz kommen wird. Inzwischen wird auch Wasserstoff als Antriebsquelle für Busse getestet.
Die Fernbuslinien 51, 52 und 57 sowie die Regionalbuslinie 55 von Strætó pendeln von und nach Reykjavík.
Reykjavík ist Ausgangsort für viele Ausflüge zu Land und zu See wie zum Beispiel von Walbeobachtungen, die einen wichtigen Faktor in der Wirtschaft Islands darstellen.
Reykjavík besitzt zwei Seehäfen, den alten Hafen in der Nähe des Stadtzentrums, der hauptsächlich von Fischern und kleineren Kreuzfahrtschiffen genutzt wird, und Sundahöfn im Osten der Stadt, der größte Frachthafen des Landes. Die einzige Passagier-Fährlinie, die Island mit dem europäischen Festland verbindet – die Norröna der färöischen Reederei Smyril Line –, läuft jedoch Seyðisfjörður im Osten Islands an.
Die großen Wasservorkommen und vulkanische Aktivität eröffnen Island viele Möglichkeiten. Die meisten Häuser der Stadt nutzen das geothermische Heizsystem. Es ist das größte dieser Art auf der Erde.

## Politik

### Grundsätzliches
Durch Reykjavík verläuft die Grenze der Wahlbezirke Reykjavíkurkjördæmi norður und Reykjavíkurkjördæmi suður.
Reykjavík ist Sitz des Parlamentes (im Alþingishúsið) und der Regierung. In der Stadt haben auch die Botschaften ihren Sitz. Der Staatspräsident hat seinen Sitz in der Hauptstadtregion Reykjavík, in Álftanes.
Die Stadt wird von einem 23-köpfigen Rat geführt, der auf vier Jahre von den Bürgern Reykjavíks, die das 18. Lebensjahr vollendet haben, gewählt wird. Der Stadtrat wählt den Bürgermeister der Stadt, der selbst meist Ratsmitglied ist, dies aber nicht sein muss.

### 20. Jahrhundert
Zwischen 1929 und 1978 dominierte die Unabhängigkeitspartei im Rat und konnte durchgehend mit absoluter Mehrheit regieren. Von 1978 bis 1982 stellten die Bürgerallianz, die Sozialdemokratische Partei und die Fortschrittspartei die Mehrheit des Rates. 1982 erreichte die Unabhängigkeitspartei wieder die absolute Mehrheit und konnte sie für drei Wahlperioden bis 1994 verteidigen. Danach endete die Epoche ihrer Dominanz endgültig. Sie wurde von der Reykjavíkurlistinn (oder R-Liste) abgelöst, einer Verbindung mehrerer Parteien, die sich 1994, 1998 und 2002 jeweils die absolute Mehrheit sicherte.

### 21. Jahrhundert
Bei der Wahl im Mai 2006 erlangte die Unabhängigkeitspartei sieben Sitze und bildete mit der Fortschrittspartei, die einen Sitz bekam, eine neue Mehrheit. Nach Kontroversen um die führende Energiegesellschaft der Stadt scheiterte diese Zusammenarbeit bereits im Oktober 2007 und wurde durch eine Koalition aus Fortschrittspartei (1), sozialdemokratischer Allianz (4), Links-Grüne Bewegung (2) und F-Liste (Liberale und Unabhängige) (1) abgelöst. Weitere drei Monate später formte der Vorsitzende der F-Liste Ólafur F. Magnússon zusammen mit der Unabhängigkeitspartei eine neue Mehrheit und wurde am 24. Januar 2008 zum Bürgermeister gewählt. Bereits am 21. August 2008 wurde er durch Hanna Birna Kristjánsdóttir ersetzt, die bis zum Ende der Wahlperiode im Juni 2010 im Amt blieb.
Bei der Wahl am 27. Mai 2010 erzielte die als Spaßpartei geltende Besti flokkurinn (die beste Partei) auf Anhieb 34,7 % der Stimmen und zog als stärkste Kraft in den Rat ein. Ihr Initiator Jón Gnarr einigte sich mit der sozialdemokratischen Allianz auf eine Koalition und wurde neuer Oberbürgermeister. Bei den Kommunalwahlen 2014 trat Jón Gnarr nicht zur Wiederwahl an; Bürgermeister wurde Dagur B. Eggertsson von der Allianz. Dagur B. Eggertsson blieb Bürgermeister auch nach den Wahlen 2018 (Koalition zwischen Allianz, Píratar, Viðreisn und Links-Grüner Bewegung) und 2022 (Koalition zwischen Fortschrittspartei, Allianz, Viðreisn und Píratar), wobei er gemäß Koalitionsvertrag mit der Fortschrittspartei, die 2022 den größten Stimmengewinn zu verzeichnen hatte, im Januar 2024 zugunsten von Einar Þorsteinsson (Fortschrittspartei) zurücktrat.
Im Februar 2025 kündigte Einar Þorsteinsson die Koalition auf, unter anderem aufgrund von Meinungsverschiedenheiten im Wohnungswesen. Er strebte eine neue Koalition mit den Parteien Viðreisn und Flokkur fólksins an. Es gelang jedoch der Allianz, eine Koalition mit den Píratar, der Sozialistischen Partei, Viðreisn, Flokkur fólksins und der Links-Grünen Bewegung zu bilden. Neue Bürgermeisterin wurde am 21. Februar 2025 Heiða Björg Hilmisdóttir (Allianz).

## Bildung
Neben der bekanntesten Schule der Stadt, dem Gymnasium Menntaskólinn í Reykjavík oder der Landakotsskóli verfügt die Stadt über folgende Hochschulen:
- Kunstakademie Islands (Listaháskóli Íslands)
- Universität Islands (Háskóli Íslands; zu ihr gehört die bis 2008 eigenständige Pädagogische Hochschule Islands Kennaraháskoli Íslands)
- Universität Reykjavík (Háskólinn í Reykjavík)

## Sport
In Reykjavík sind zahlreiche Sportvereine ansässig, darunter Fram Reykjavík, Ungmennafélagið Fjölnir, Fylkir Reykjavík, KR Reykjavík, Ísknattleiksfélagið Björninn, Skautafélag Reykjavíkur, Víkingur Reykjavík, Valur Reykjavík, Þróttur Reykjavík, Tennis- og Badmintonfélag Reykjavíkur.
Der Schwimmverband, Sundsamband Íslands, hat hier, wie auch der Eishockeyverband, Íshokkísamband Íslands, seinen Sitz.
Das Laugardalsvöllur ist das wichtigste Stadion der Stadt; daneben gibt es das Valbjarnarvöllur und die Laugardalshöllin.
1972 fand in der Laugardalshöllin auf dem Höhepunkt des Kalten Krieges die medial weitbeachtete Schachweltmeisterschaft als Zweikampf zwischen Titelverteidiger Boris Spasski (Sowjetunion) und Bobby Fischer (Vereinigte Staaten) statt, der von Fischer gewonnen wurde. Die Organisatoren arrangierten 2005 die Übersiedlung von Bobby Fischer als inzwischen Staatenlosem nach Reykjavík, wo er seinen Lebensabend verbrachte.
Jährlich finden in der Stadt Sportveranstaltungen statt, z. B. die Iceland International im Badminton oder der Midnight Sun Run (Halbmarathon).

## Städtepartnerschaften
- Helsinki (Finnland)
- Kingston upon Hull (Vereinigtes Königreich)
- Kopenhagen (Dänemark)
- Nuuk (Grönland)
- Oslo (Norwegen)
- Sankt Petersburg (Russland)
- Seattle (USA)
- Stockholm (Schweden)
- Tórshavn (Färöer)
- Vilnius (Litauen)
- Winnipeg (Kanada)

## Persönlichkeiten

### Persönlichkeiten, die vor Ort gewirkt haben
- Bríet Bjarnhéðinsdóttir (1856–1940), Journalistin, Herausgeberin, Frauenrechtlerin und Politikerin, 1908 zur Stadträtin gewählt
- Guðjón Samúelsson (1887–1950), Architekt
- Geir Hallgrímsson (1925–1990), Politiker, von 1974 bis 1978 Premierminister Islands, von 1959 bis 1972 Bürgermeister von Reykjavík

## Trivia
Der isländische Film 101 Reykjavík hat den Postleitzahlbezirk des Zentrums von Reykjavík, der „Altstadt“, zum Titel.